# Список серий аниме «Атака титанов»
«Атака на титанов», также «Атака титанов» (яп. 進撃の巨人 Сингэки но Кёдзин) — аниме-сериал по манге, написанной и иллюстрированной Хадзимэ Исаямой. Выпускается студиями Wit Studio, Production I.G (с первого по третий сезоны +  OVA) и MAPPA (четвёртый сезон). Режиссёрами сериала выступают: Тэцуро Араки (1-59), Масаси Коидзука (26–59), Дзюн Сисидо (60–75), Юитиро Хаяси (60–75). Первый сезон сериала состоит из 25 (26 с учётом рекапа) серий, транслировавшихся с 7 апреля по 29 сентября 2013 года на MBS в Японии. Второй сезон состоит из 12 серий, транслировавшихся с 1 апреля по 17 июня 2017 года на BS11. Третий сезон состоит из 22 серий (разделённых на две части по 12 серий в первой и 10 серий во второй), транслировавшихся с 23 июля по 15 октября 2018 года и с 29 апреля по 1 июля 2019 года на NHK General TV. Последний, четвёртый сезон также разделён на несколько частей: первая (16 серий) выходила в эфир с 7 декабря 2020 года по 29 марта 2021 года; вторая (12 серий) — с 10 января 2022 года по 4 апреля 2022 года; третья и заключительная часть состояла из двух спецвыпусков, первый из которых вышел 4 марта 2023 года, а финальный — 5 ноября 2023 года.
В дополнение к телесериалам было выпущено также 8 OVA — как экранизирующих спецвыпуски и спин-оффы оригинальной манги, так и филлерных.
3 мая 2014 года в Соединённых Штатах, в программном блоке Toonami от Adult Swim, состоялась премьера английского дубляжа сериала.

## Содержание
| Сезон | Сезон | Серии | Трансляция (Япония) | Трансляция (Япония)   | Трансляция (США)     | Трансляция (США)   |
| Сезон | Сезон | Серии | Премьера сезона     | Финал сезона          | Премьера сезона      | Финал сезона       |
| ----- | ----- | ----- | ------------------- | --------------------- | -------------------- | ------------------ |
|       | 1     | 25    | 7 апреля 2013 года  | 29 сентября 2013 года | 3 мая 2014 года      | 1 ноября 2014 года |
|       | 2     | 12    | 1 апреля 2017 года  | 17 июня 2017 года     | 23 апреля 2017 года  | 23 июля 2017 года  |
|       | 3     | 22    | 23 июля 2018 года   | 1 июля 2019 года      | 18 августа 2018 года | 27 июля 2019 года  |
|       | 4     | 35    | 7 декабря 2020 года | 19 ноября 2023 года   | 10 января 2021 года  | 7 января 2024 года |
|       | OVA   | 8     | 9 декабря 2013 года | 9 августа 2018 года   | 8 мая 2022 года      | 26 июня 2022 года  |
|       | Чиби  | 12    | 4 октября 2015 года | 20 декабря 2015 года  |                      |                    |

| Описание | Описание                  |
| -------- | ------------------------- |
|          | По манге                  |
|          | Филлер/флешбэк            |
|          | Филлер с элементами манги |

## Список серий

### Первый сезон (2013)
| 1 | Падение Сигансины, часть 1: К тебе, спустя две тысячи лет «Ни-сэн Нэн-го но Кими э — Сигансина Канраку (1) —» (二千年後の君へ ―シガンシナ陥落①―)                    | 1-2                                    | 7 апреля 2013 года    |
| Главному герою, мальчику по имени Эрен, снится сон о вторжении титанов в Сигансину. Проснувшись в слезах, он видит названую сестру Микасу. Вместе они возвращаются домой, встречая по пути проповедника Церкви Стен и отдыхающих солдат гарнизона. Эрен начинает спор с одним из них, Ханнесом, когда в город возвращается экспедиция разведкорпуса. По прибытии домой Микаса рассказывает родителям Эрена, что он собирается вступить в разведкорпус. Отец Эрена, Гриша Йегер, показывает ему ключ и обещает показать, что находится в подвале, когда вернётся. Позднее Эрен и Микаса прогоняют хулиганов, которые избивали их близкого друга Армина. Внезапно Колоссальный титан пробивает ворота Сигансины. Титаны прорываются в город. Микаса и Эрен бегут домой. Ханнес уносит детей в безопасное место, но мать Эрена, Карлу, съедает титан прямо на глазах мальчика. | |                                        |                       |
| 2 | Падение Сигансины, часть 2: Тот самый день «Соно Хи — Сигансина Канраку (2) —» (その日 ―シガンシナ陥落②―)                                                           | 2-3, 15 + филлер                       | 14 апреля 2013 года   |
| В Сигансине хаос. Титаны убивают людей. Эрен обвиняет Ханнеса, что тот не спас его мать. Ханнес отвечает, что у него не хватило мужества противостоять титану. Население города эвакуируют на кораблях, в то время как солдаты гарнизона безуспешно пытаются остановить титанов. Бронированный титан пробивает ворота стены Мария. Эрен даёт обещание уничтожить всех гигантов. Правительство решает сократить обжитые земли до стены Роза. Беженцам раздают пайки, но скоро наступают голодные времена. Беженцев отправляют пахать землю, а после, через год, 250 000 человек, в том числе дедушку Армина, отправляют за стену на борьбу с титанами. Возвращается всего сотня из них, но жертва остальных позволяет смягчить нехватку еды. Эрен, Армин и Микаса становятся новобранцами 104-го кадетского корпуса. | |                                        |                       |
| 3 | Человечество встаёт с колен, часть 1: Тусклый свет посреди отчаяния «Дзэцубо: но Нака дэ Нибуку Хикару — Дзинруй но Сайки (1) —» (絶望の中で鈍く光る ―人類の再起①―) | 15-16                                  | 21 апреля 2013 года   |
| Новобранцы 104-го кадетского корпуса проходят обряд инициации. На нём одной из кадетов, чудаковатой девушке Саше Браус, приказывают бегать до изнеможения и оставляют без еды за то, что во время обряда она ела картошку. Новобранцы, узнав о том, что Эрен из Сигансины, расспрашивают его о титанах. В это время у него происходит конфликт с другим новобранцем — Жаном Кирштайном. Девушка по имени Криста Ленц приносит Саше еду, а также знакомится с загадочной особой Имир. Кадеты проходят тест на пригодность: их учат удерживать равновесие для владения устройством пространственного маневрирования. Новобранцы, провалившие тест, отправляются в хозяйственные районы. У Эрена никак не получается, и он просит помощи у товарищей. Позднее Эрен и Армин знакомятся с Райнером Брауном и Бертольтом Хувером. На следующий день Эрен всё же сдаёт тест на пригодность. | |                                        |                       |
| 4 | Человечество встаёт с колен, часть 2: Ночь выпускной церемонии «Кайсан Сики но Ёру — Дзинруй но Сайки (2) —» (解散式の夜 ―人類の再起②―)                             | 2-3, 17-18 + спецвыпуск «Капитан Леви» | 28 апреля 2013 года   |
| Кадеты проходят различные тренировки. Во время обучения рукопашному бою Райнер и Эрен решают проучить Энни, которая прогуливает данные тренировки. Однако в итоге Энни побеждает их обоих. Во время отдыха происходит новый конфликт между Эреном и Жаном. В схватке Эрен применяет против Жана приём, с помощью которого его победила Энни. Наступает выпуск стажёров: им предлагают идти дальше либо в гарнизон, либо в разведкорпус. Десять человек, получившие лучшие результаты, заслуживают право вступить в военную полицию, остальные выбирают между гарнизоном и разведкорпусом. Микаса и Армин следуют за Эреном в разведкорпус. Вдохновившись речью Эрена о необходимости борьбы с титанами, отказались вступать в гарнизон и выбрали разведкорпус также Мина Каролина, Конни Спрингер и Томас Вагнер. На фоне мирного неба появляется Колоссальный титан и ломает ворота Троста. | |                                        |                       |
| 5 | Битва за Трост, часть 1: Боевое крещение «Уйдзин — Торосуто-ку Ко:бо:сэн (1) —» (初陣 ―トロスト区攻防戦①―)                                                          | 4                                      | 5 мая 2013 года       |
| Эрен нападает на Колоссального титана, но тот сначала защищается выделением пара, а потом исчезает. Начинается эвакуация населения Троста, титаны прорываются в город. Эрен вспоминает, как новобранцам рассказывали информацию о титанах, собранную разведкорпусом. Там говорили, что единственный способ убить титана — это нанести сильное повреждение на его шее сзади. Отряд №34, в составе которого находятся Эрен и Армин, отправляется в бой. Они сталкиваются с титанами и терпят поражение. Титан собирается съесть Армина и бросает его себе в рот, но Эрен успевает отбросить друга, до того как монстр сжимает челюсти. В следующее же мгновение титан закрывает рот, откусывая руку Эрена и проглатывая его самого. | |                                        |                       |
| 6 | Битва за Трост, часть 2: Мир её глазами «Сё:дзё га Мита Сэкай — Торосуто-ку Ко:бо:сэн (2) —» (少女が見た世界 ―トロスト区攻防戦②―)                                   | 5-6                                    | 12 мая 2013 года      |
| Отряд Конни обнаруживает Армина. Имир хладнокровно заявляет, что остальные члены отряда Армина погибли, а его называет трусом, поскольку он единственный избежал гибели. Подобное поведение становится поводом для конфликта между Имир и Конни. Армин и обнаруживший его отряд уходят в разных направлениях. Эвакуация замедляется, так как повозка торговца застряла в проходе, а он отказывается пропускать горожан до того, как повозка будет провезена. На эвакуирующихся нападает титан, но его убивает Микаса. Затем под её давлением торговцу приходиться откатить повозку. Микаса вспоминает своё прошлое, в частности то, как Эрен спас её от работорговцев, после чего отец Эрена, Гриша, забрал её в свою семью. Разведчики отступают. Микаса, вопреки приказу, отправляется вперёд, чтобы прикрыть отход других. | |                                        |                       |
| 7 | Битва за Трост, часть 3: Маленький клинок «Ти:сана Яйба — Торосуто-ку Ко:бо:сэн (3) —» (小さな刃 ―トロスト区攻防戦③―)                                               | 7-8                                    | 19 мая 2013 года      |
| Командир покидает штаб, снабжавший бойцов газом, необходимым для УПМ, и его осаждают титаны. В этой ситуации кадеты остаются без газа, что не даёт им пользоваться УПМ, в результате часть из них застревает в Тросте и не имеет возможности отступить. К месту прибывает Микаса в поисках отряда Эрена, однако находит только Армина. Он рассказывает, что все остальные солдаты отряда погибли. Микаса поднимает кадетов на атаку к штабу. Из-за слишком быстрого расходования газа Микаса тратит его полностью, в результате чего остаётся на земле. Часть кадетов, попытавшихся прорваться к штабу, стали жертвами титанов. К Микасе с противоположных сторон приближаются два титана, но внезапно один из них нападает на другого. Этот титан начинает убивать своих сородичей, применяя приёмы рукопашного боя, более того он знает о слабом месте титанов в шее сзади. Армин поднимает Микасу на крышу и передаёт ей своё УПМ. | |                                        |                       |
| 8 | Битва за Трост, часть 4: Слышно биение сердца «Синдзо: но Кодо: га Кикоэру — Торосуто-ку Ко:бо:сэн (4) —» (心臓の鼓動が聞こえる ―トロスト区攻防戦④―)                | 8-9, 18                                | 26 мая 2013 года      |
| Армин, Конни и Микаса пытаются пройти к штабу. Девиантный титан продолжает убивать титанов у штаба. Армин предлагает товарищам убить титанов рядом с этим, чтобы он стал искать других жертв, пришёл к штабу и перебил всех титанов там. Микаса и Конни решают последовать этому плану. В это время другая группа кадетов, пользуясь тем, что титаны собрались в одном месте, прорывается в штаб под предводительством Кирштайна. Позднее туда приходят Микаса, Армин и Конни. Исполняя план Армина, собравшиеся в штабе бойцы на лифте спускаются на склад, открывают огонь по глазам титанов, а затем их товарищи нападают на монстров сзади. В итоге склад занят, кадеты успешно пополняют запасы газа. Часть из них предлагает изучить титана, убивавшего своих сородичей. Этот титан перебил титанов, находившихся поблизости, после чего рухнул и из его шеи вылез Эрен. Кадеты подбирают юношу и отступают. | |                                        |                       |
| 9 | Битва за Трост, часть 5: Местонахождение левой руки «Хидариудэ но Юкуэ — Торосуто-ку Ко:бо:сэн (5) —» (左腕の行方 ―トロスト区攻防戦⑤―)                              | 10-11 + спецвыпуск «Капитан Леви»      | 2 июня 2013 года      |
| Элита разведкорпуса, среди которых капитан Леви Аккерман и командир Ханджи Зоэ, сражается с титанами. Эрен вспоминает о том, как он попал в желудок титана, а затем превратился в того самого титана-девианта и прорвался наружу, после чего стал убивать титанов. Эрен приходит в себя, находясь перед вооружёнными солдатами. Их командование считает Эрена чудовищем и собирается убить его и защищающих его Армина и Микасу. Командир собравшихся солдат задаёт Эрену вопрос: «Ты человек или титан?» Эрен отвечает, что является человеком, но командир решает, что доверять Эрену нельзя. По героям производят артиллерийский обстрел, но Эрену удаётся частично превратиться в титана, создав половину гигантского скелета, который защитил его, Армина и Микасу от взрыва. | |                                        |                       |
| 10 | Битва за Трост, часть 6: Ответ «Котаэру — Торосуто-ку Ко:бо:сэн (6) —» (応える ―トロスト区攻防戦⑥―)                                                                 | 11-12                                  | 9 июня 2013 года      |
| Эрен выбирается из скелета титана. Он хочет бежать в Сигансину и спрашивает у Армина, сможет ли убедить солдат в том, что он не представляет угрозы. Армин отвечает, что сможет, но убедить солдат у него не получается. Командир собирается приказать выстрелить из пушки, но его прерывает комендант гарнизона Дот Пиксис. Он решает поговорить наедине с Эреном, Микасой и Армином. Пиксис рассчитывает отвоевать у титанов Трост с помощью силы Эрена и ставит тому задачу превратиться в Атакующего титана и закрыть валуном дыру в стене. | |                                        |                       |
| 11 | Битва за Трост, часть 7: Идол «Гу:дзо: — Торосуто-ку Ко:бо:сэн (7) —» (偶像 ―トロスト区攻防戦⑦―)                                                                    | 12                                     | 16 июня 2013 года     |
| Среди солдат начинается паника. Армин предлагает собрать людей на краю стены в углу и скопить титанов в одном месте, что облегчит Эрену доступ к дыре в стене. Солдаты отказываются участвовать в предстоящей операции. Тогда комендант Пиксис говорит им о том, что очередное поражение может привести к последствиям, от которых пострадают их семьи. Кроме того, прорыв новой стены может привести к гибели человечества, так как за последней стеной для людей не хватит ни места, ни ресурсов. Люди приманивают титанов к углу у стены. Группа солдат, в составе которой были Эрен и Микаса, приходят к месту, где лежит валун. Там Эрен превращается в Атакующего титана, однако сразу же после превращения он теряет контроль и нападает на Микасу. | |                                        |                       |
| 12 | Битва за Трост, часть 8: Рана «Кидзу — Торосуто-ку Ко:бо:сэн (8) —» (傷 ―トロスト区攻防戦⑧―)                                                                        | 13-14                                  | 23 июня 2013 года     |
| За время операции погибла пятая часть солдат. Микаса пытается словами заставить Эрена-титана взять контроль над собой, но безуспешно. Атакующий титан, пытаясь убить Микасу, наносит себе повреждение и теряет сознание. Члены элитной группы, кроме Микасы, требуют отступить, но их командир приказывает защищать Эрена-титана, пока он снова не примет человеческий облик. Некоторые титаны приближаются к Атакующему титану, солдаты и Микаса убивают их. Отряд Жана получает приказ заманить гигантов к стене. Конни и Энни возвращаются на стену, а у Жана ломается УПМ и он, оставшись на земле, вынужден спасаться от титанов. Армин приходит к месту, где лежит потерявший сознание Атакующий титан. Точно рассчитав, Армин бьёт мечом в шею и ранит Эрена (находящегося в шее своего титана). Тот начинает приходить в чувства. После разговора с Армином Эрен-титан также приходит в себя. | |                                        |                       |
| 13 | Битва за Трост, часть 9: Первичное желание «Гэнсётэки Ёккю: — Торосуто-ку Ко:бо:сэн (9) —» (原初的欲求 ―トロスト区攻防戦⑨―)                                         | 14, 18                                 | 30 июня 2013 года     |
| Жан подбирает УПМ убитого солдата, а затем при помощи Энни, Конни и Марко добирается до стены. Атакующий титан подбирает валун и несёт его к бреши в стене. Солдаты отвлекают от него титанов. Эрен в облике титана закрывает брешь в стене валуном. Солдаты уносят Эрена. Армия уничтожает титанов, запертых в Тросте, неся потери. В качестве объектов для экспериментов двоих титанов ловят. Далее проходит уборка и сожжение трупов. Эрен приходит в себя в цепях и встречает командира разведкорпуса Эрвина Смита и капитана Леви Аккермана. Он говорит им, что хочет вступить в разведкорпус и убить титанов. Леви принимает его прошение в это военное подразделение. | |                                        |                       |
| 13.5 | С того дня «Ано Хи Кара» (あの日から) | Нет (флешбэк)                          | 7 июля 2013 года      |
| Кратко показаны события, начиная от падения стены Мария и заканчивая текущим моментом. | |                                        |                       |
| 14 | Накануне контратаки, часть 1: Не могу смотреть ему в глаза «Мада Мэ о Мирэнай — Хангэки Дзэнъя (1) —» (まだ目を見れない ―反撃前夜①―)                                | 19                                     | 14 июля 2013 года     |
| Готовится суд над Эреном. Верховный командующий Дариус Закли руководит судом. Эрена отводят в зал суда. Там его приковывают к столбу. Суд решает, кто возьмёт опеку над Эреном: военная полиция или разведкорпус. Военная полиция хочет изучить тело Эрена, а потом избавиться от него. Предложение главы военной полиции Нила Дока сделать Эрена мучеником человечества вызвало протест священника из культа стен. Разведкорпус предлагает использовать силу Эрена для того, чтобы отвоевать стену Мария. Предложение запечатать ворота вызывает споры. Верховный командующий ставит под сомнение то, что Эрен может контролировать силу титана, аргументируя это нападением Эрена в форме титана на Микасу. Микаса пытается оправдать Эрена. Глава военной полиции Нил вспоминает о самообороне Микасы и Эрена от работорговцев, в результате которой последние были убиты. Эрена и Микасу начинают обвинять в бесчеловечности, подозревают, что Микаса тоже титан. Эрен срывается на крик. Когда в юношу уже собираются стрелять, его показательно и в жестокой манере избивает Леви, после чего гнев толпы спадает. Эрвин Смит предлагает послать Эрена на задание под контролем Леви. Закли одобряет это предложение. | |                                        |                       |
| 15 | Накануне контратаки, часть 2: Отряд особого назначения «Токубэцу Сакусэн-хан — Хангэки Дзэнъя (2) —» (特別作戦班 ―反撃前夜②―)                                       | 20                                     | 21 июля 2013 года     |
| Отряд Леви отвозит Эрена в бывший штаб разведкорпуса, представляющий собой заброшенный замок. Убежище приводят в порядок. Эрену дают комнату в подвале. В отряде Леви обсуждают готовящуюся операцию за стены и силу титана Эрена. Ханджи, также возглавляющая эксперименты над титанами, согласовывает с Леви участие Эрена в своих опытах. Оставшись с Эреном наедине, она рассказывает ему о своих экспериментах над титанами. Утром Ханджи докладывают об убийстве подопытных титанов, что вызывает у неё истерику. Члены разведкорпуса указывают на то, что титанов убили при помощи УПМ. | |                                        |                       |
| 16 | Накануне контратаки, часть 3: Что я должен сейчас делать? «Има, Нани о Субэки ка — Хангэки Дзэнъя (3) —» (今、何をすべきか ―反撃前夜③―)                             | 18, 21-22, 27                          | 28 июля 2013 года     |
| В связи с убийством подопытных титанов проходит проверка УПМ. Кадеты должны выбрать военное подразделение, в которое вступят. Во время сожжения трупов товарищей Жан решает вступить в разведкорпус. Энни, Армин и Конни обсуждают, куда вступать. Кадеты выбирают военное подразделение. Перед ними выступает командир разведкорпуса Эрвин. Рассказывая о достижениях, про то, что ждёт кадетов в разведкорпусе, и про планы этого военного подразделения. Многие кадеты уходят, другие сомневаются в своём выборе. Из выжившей десятки лучших 104-го кадетского отряда все, кроме Энни, вступают в разведкорпус. В разведкорпусе происходит обучение новому построению. Эрен встречает бывших членов 104-го кадетского отряда, вступивших в разведкорпус. Жан выказывает опасение по поводу силы титана Эрена, но признаёт, что рассчитывает на него. Разведкорпус отправляется в 57-ю экспедицию за стену. | |                                        |                       |
| 17 | 57-я разведмиссия за стену, часть 1: Женская особь «Мэгата но Кёдзин — Дай Годзю:-Нана Кай Хэкигай Тё:са (1) —» (女型の巨人 ―第57回壁外調査①―)                      | 21-23                                  | 4 августа 2013 года   |
| Разведкорпус выходит за стены. Пройдя старый город, они начинают использовать построение, созданное Эрвином. Разведкорпус стремится избегать сражений с титанами. Саша и её отряд сталкиваются с титаном, спрятавшимся в руинах. Солдаты из отряда Армина убивают гиганта, но затем на них нападает разумный титан — Женская особь — и убивает всех, кроме Армина. Правый фланг разведкорпуса уничтожен из-за того, что Женская особь привела за собой многих титанов. Райнер с запасной лошадью находит Армина и они вместе преследуют Женскую особь, к ним присоединяется Жан. Армин указывает на то, что Женская особь обладает разумом, обращая внимание на её нестандартное для титана поведение. Он предполагает, что Женская особь ищет Эрена, а также раздумывает на тем, где он может находиться в построении. Армин, Райнер и Жан вступают в бой с Женской особью, но убить её у них не получается. Райнер вырывается из руки Женской особи, после чего она, посмотрев на раненную ладонь, бежит в другом направлении. | |                                        |                       |
| 18 | 57-я разведмиссия за стену, часть 2: Лес гигантских деревьев «Кёдайдзю но Мори — Дай Годзю:-Нана Кай Хэкигай Тё:са (2) —» (巨大樹の森 ―第57回壁外調査②―)            | 24-25                                  | 11 августа 2013 года  |
| К Армину и Райнеру вернулись лошади после битвы с Женской особью. К Жану лошадь не вернулась, но приехала Криста и дала ему запасную. Отряд Леви получает сообщение об уничтожении правого фланга, они передают его на левый фланг. Солдаты из разведкорпуса атакуют Женскую особь, но она уничтожает их всех. Построение разведкорпуса меняет курс и приходит в Лес гигантских деревьев. Разведкорпус оставляет бойцов на краях леса, чтобы они отвлекали на себя внимание титанов и те не прошли в лес. Женская особь преследует отряд Леви и Эрена, пытаясь поймать последнего. Другие солдаты нападают на титана, но она убивает их. Солдаты Леви просят приказать им атаковать, но тщетно. Леви стреляет шумовой гранатой. | |                                        |                       |
| 19 | 57-я разведмиссия за стену, часть 3: Укус «Камицуку — Дай Годзю:-Нана Кай Хэкигай Тё:са (3) —» (噛み付く ―第57回壁外調査③―)                                         | 25-26                                  | 18 августа 2013 года  |
| Женская особь преследует отряд Леви и убивает солдат, пытающихся её остановить. Эрен хочет превратиться в титана и дать ей бой. Леви предлагает Йегеру самому решить, сделать это или нет. Член отряда Аккермана, Петра, говорит Эрену о необходимости следовать приказам капитана. Эрен вспоминает, что в результате его участия в экспериментах Ханджи они выяснили, что для превращения в титана ему нужно сосредоточиться на конкретной цели. Отряд Леви заманивает Женскую особь в засаду, где разведкорпус обстреливает её канатами с острыми наконечниками. В итоге титан оказывается обездвижен. | |                                        |                       |
| 20 | 57-я разведмиссия за стену, часть 4: Эрвин Смит «Эрувин Сумису — Дай Годзю:-Нана Кай Хэкигай Тё:са (4) —» (エルヴィン・スミス ―第57回壁外調査④―)                    | 27-28                                  | 25 августа 2013 года  |
| Женскую особь обстреливают ещё два раза. Солдаты на окраинах леса обсуждают цель разведкорпуса. Тем временем титаны пытаются залезть на гигантские деревья, на которых стоят солдаты. Бойцы не могут достать из шеи человека, управляющего Женской особью, из-за её способности кристаллизовать кожу. Эрвин приказывает взорвать на титане взрывчатку, чтобы ампутировать ей запястья. Леви угрожает Женской особи. Она начинает кричать — на этот крик собираются неразумные титаны и съедают её. Члены отряда Леви видят сигнал, решают, что это от капитана, и идут к нему. Однако там они встречают незнакомого солдата, который убивает одного из них — Гюнтера Шульца. | |                                        |                       |
| 21 | 57-я разведмиссия за стену, часть 5: Сокрушительный удар «Тэццуй — Дай Годзю:-Нана Кай Хэкигай Тё:са (5) —» (鉄槌 ―第57回壁外調査⑤―)                                | 27-30                                  | 1 сентября 2013 года  |
| В разведкорпусе обсуждают титанов. Неизвестный солдат, убивший Гюнтера, превращается в Женскую особь. Отряд Леви вступает в бой с ней. Они наносят титану многочисленные ранения и на время лишают зрения, однако ей удаётся восстановить один глаз, вследствие чего она по очереди убивает Эльда Джина и Петру Ралл. Олуо Бозад предпринимает попытку атаковать шею, однако Женская особь кристаллизует кожу и убивает его. Эрен превращается в Атакующего титана и вступает в бой с Женской особью. Леви и Микаса, услышав рёв Эрена-титана, кидаются к источнику рёва. Из-за ран на руках Женская особь не может биться в полную силу, поэтому старается больше уклоняться. Атакующему титану удаётся её повалить, но от его ударов по голове она уклоняется. Вскоре раны Женской особи заживают, и она скидывает Эрена-титана. Бой заканчивается тем, что сильным ударом Женская особь отрывает Атакующему титану голову и забирает Эрена. Она пытается уйти, однако нападение подоспевшей Микасы её тормозит. На помощь приходит Леви. | |                                        |                       |
| 22 | 57-я разведмиссия за стену, часть 6: Побеждëнные «Хайся-тати — Дай Годзю:-Нана Кай Хэкигай Тё:са (6) —» (敗者達 ―第57回壁外調査⑥―)                                  | 30 + филлер                            | 8 сентября 2013 года  |
| Леви и Микаса обсуждают ситуацию. Леви предполагает, что Эрен мёртв, а Микаса настаивает на том, что он жив. Леви наносит Женской особи множество ранений, а затем спасает Микасу, получая травму ноги, во время её неудачного нападения на титана. Леви спасает Эрена, и они с Микасой уходят. Солдаты разведкорпуса обсуждают угрозу смерти и смерти товарищей. Один солдат забирает с собой труп товарища, чтобы похоронить, что навлекает на разведкорпус титанов. Приходится отбиваться от титанов, а также выбросить все трупы. Эрену снится то, как он в детстве приветствовал разведкорпус, который осуждали горожане из-за налогов, идущих на его содержание. Он приходит в себя у стен. После въезда на территорию горожане осуждают их за то, что те зря потратили их налоги. Однако один из малышей восхищается разведкорпусом. Виновных в провале, включая Эрвина, вызывают в столицу. Власти требуют выдать Эрена. | |                                        |                       |
| 23 | Засада в Стохесе, часть 1: Улыбка «Хохоэми — Сутохэсу-ку Кю:сю: (1) —» (微笑み ―ストヘス区急襲①―)                                                                   | 31-32                                  | 15 сентября 2013 года |
| Конвой военной полиции, включая Энни Леонхарт, сопровождает доставленного в столицу (район Стохес) Эрена. Рядовой Марло Фройденберг возмущается ситуацией в военной полиции и намерен её исправить. Товарищи над Марло насмехаются, но Энни его поддерживает. Молодой человек пытается противостоять коррумпированным полицейским, но безрезультатно. От избиения его спасают Хитч Дрейс и Энни. Армин убеждает Энни помочь бежать Эрену. Выясняется, что в карете под конвоем вместо Эрена едет переодетый Жан. Армин, Микаса и Эрен просят Энни пройти с ними через подземный ход, но она, оценив обстановку и слова Армина, понимает, что это засада, и отказывается идти дальше. Энни собирается укусить палец для превращения в титана, но Армин подаёт звуковой сигнал и Энни хватают люди из засады. Тем не менее она всё равно превращается в Женскую особь, порезав палец о шип на кольце, а взрыв при трансформации убивает схвативших её солдат. | |                                        |                       |
| 24 | Засада в Стохесе, часть 2: Милосердие «Дзихи — Сутохэсу-ку Кю:сю: (2) —» (慈悲 ―ストヘス区急襲②―)                                                                   | 32-33 + филлер                         | 22 сентября 2013 года |
| Эрен вспоминает военный совет членов разведкорпуса, на котором Эрвин говорил, что Женской особью является Энни Леонхарт. Эрен не поверил в это, тем не менее на совете было принято решение схватить подозреваемую и проверить это. После превращения Энни в титана Эрен, Армин и Микаса спасаются в тоннеле. Вторая группа разведкорпуса погибает, когда Женская особь проламывает землю над их головами. Позднее она делает второй пролом. Несмотря на требования друзей, Эрен не может превратиться в титана из-за чувств к Энни. Микаса и Армин, надев капюшоны, выскакивают в разные проломы. Тем временем Женская особь проламывает потолок над Эреном, и он попадает под обломки. Начинается сражение солдат с титаном. Им удаётся заманить её в засаду и обездвижить тросами с острыми наконечниками, но в конце концов она вырывается. Эрен, вдохновившись словами Армина, превращается в Атакующего титана и нападает на Женскую особь. | |                                        |                       |
| 25 | Засада в Стохесе, часть 3: Стена «Кабэ — Сутохэсу-ку Кю:сю: (2) —» (壁 ―ストヘス区急襲③―)                                                                           | 33-34                                  | 29 сентября 2013 года |
| Начинается бой титанов Эрена и Энни. Военная полиция угрожает Эрвину оружием. Командующий Нил Док обвиняет Смита в том, что он собирается поднять мятеж против Короля. На что Эрвин отвечает, что без него Нилу придётся разбираться со сложившейся ситуацией своими силами, после чего тот даёт ему возможность действовать и приказывает своим подчинённым начать эвакуацию. Женская особь два раза отбивается от Атакующего титана и пытается бежать. После второго раза она предпринимает попытку залезть на стену с помощью кристаллизации кожи, но Микаса догоняет её и срезает ей пальцы, поражая их незатвердевшие участки. В итоге Женская особь падает на землю, и там на неё нападает Атакующий титан. Он добирается до Энни, сидящей в шее титана, но затем останавливается. Леви достаёт Эрена из шеи его титана. Тем временем Энни заточает себя в кристалл, который солдаты пробить не могут. Её относят в подвал. Эрвина отчитывают за провал операции и сильные разрушения в Стохесе в результате битвы разумных титанов. Небольшой кусок стены, находящийся на участке, по которому лезла на верх Женская особь, отваливается. Из-за неё показывается часть лица титана, находящегося в стене.           | |                                        |                       |

### Второй сезон (2017)
| № | №  | Название                                             | Экранизированные главы манги | Дата выхода в Японии |
| --- | -- | ---------------------------------------------------- | ---------------------------- | -------------------- |
| 26 | 1  | Звероподобный титан «Кэмоно но Кёдзин» (獣の巨人)    | 34-35, 50                    | 1 апреля 2017 года   |
| Ханджи допрашивает пастора Ника после обнаружения титана в стене, но не получает никакой ценной информации. За 12 часов до этого Мик Захариас замечает титанов на юге, наблюдая за подозрительными новобранцами. Солдаты выезжают, чтобы предупредить мирных жителей. Мик отделяется от других солдат, чтобы в одиночку вступить в бой с замеченными титанами. Основной контингент разведчиков предупреждён о вторжении. Мик убивает 5 из 9 титанов и собирается уходить. Однако, до этого просто бродивший в стороне, Звероподобный титан бросает в Мика его лошадь, в результате чего Захариас падает на землю. Звероподобный пытается допросить его, однако Мик в оцепенении не может произнести ни слова. Звероподобный титан берёт его снаряжение УПМ и приказывает ближайшим титанам съесть Мика. |    |                                                      |                              |                      |
| 27 | 2  | Я дома «Тадаима» (ただいま)                          | 34, 36-37                    | 8 апреля 2017 года   |
| Разведкорпус отправляется в Эрмих, чтобы помочь в преодолении возникших проблем с титанами, прошедшими за стену Роза. Они берут с собой пастора Ника, чтобы попытаться разговорить его. По пути Армин размышляет о настенных титанах. Саша вспоминает своё прошлое с отцом после падения стены Мария. Она собирается предупредить местных о наступлении титанов. В деревне Саша спасает девочку от маленького титана. Она велит ребёнку бежать и ослепляет преследующего титана, чтобы та убежала. Позже девочка воссоединяется со своим отцом, который уносит её. Тем временем Конни прибывает в родную деревню Рагако. Он едет к своему дому, но видит неподвижного титана, лежащего на нём. |    |                                                      |                              |                      |
| 28 | 3  | На юго-запад «Нансэй э» (南西へ)                     | 37-38                        | 15 апреля 2017 года  |
| Прежде чем разведчики уходят из Рагако, титан, застрявший в доме Конни, приветствует его. Позже команды Гергера и Нанабы, солдат из отряда Мика Захариаса, начинают по отдельности осматривать стену в поисках пролома. Ночью две команды воссоединяются, не найдя бреши в стене Роза. Они едут отдыхать в замок Утгард. Ханджи объясняет, как Эрен может закрыть брешь, а Ник отказывается говорить, но, видя толпы несчастных беженцев, соглашается сотрудничать. На замок Утгард нападают титаны, способные двигаться ночью. Ветераны вступают в бой с титанами. Разведчики под командованием Ханджи едут в Утгард. |    |                                                      |                              |                      |
| 29 | 4  | Солдат «Хэйси» (兵士)                                | 38-40                        | 22 апреля 2017 года  |
| До нападения титанов на Утгард Райнер обратил внимание на то, что Имир может читать надписи на неизвестном ему языке. Когда башня разрушают, новобранцам остаётся только пытаться остановить продвижение титанов. После близкого разговора они баррикадируют дверь. Снаружи разведчики почти добивают титанов, но Звероподобный титан начинает бросать в них камни, отломанные от ближайшей стены, и вызывает подкрепление. Ветераны разведкорпуса убиты. Новобранцы остаются одни, беззащитные и оплакивающие их смерть. Внезапно Имир выпрыгивает из замка и превращается в титана. |    |                                                      |                              |                      |
| 30 | 5  | Хистория «Хисуториа» (ヒストリア)                    | 40-41                        | 29 апреля 2017 года  |
| Показаны события недавнего прошлого. На учении курсанты 104-го корпуса заметили, что пропали три человека. В метель Криста тащила по снегу новобранца Даза, неспособного идти самостоятельно. Имир вызвалась помочь ей и указала на то, что она знает о настоящем прошлом Кристы, связанным со знатным родом. В конце концов вместе они спасли Даза. В Утгарде Имир вступает в бой с титанами. Во время боя она сносит башню и спасает других новобранцев. Позже титаны выходят из-под обломков и начинают пожирать Имир-титана, пока не прибывают разведчики и не убивают их. После битвы Криста сообщает Имир своё настоящее имя — Хистория. |    |                                                      |                              |                      |
| 31 | 6  | Воин «Сэнси» (戦士)                                  | 42-43                        | 6 мая 2017 года      |
| На вершине стены Роза разведчики готовятся к перегруппировке в Тросте. Ханджи надеется на совместное сотрудничество с Имир, а Ханнес признаёт, что они не нашли брешь в стене. Райнер отводит Эрена в сторону, раскрывает себя и Бертольта как Бронированного и Колоссального титанов, соответственно, и просит Эрена пойти с ними. Эрен не верит сказанному, но Райнер регенерирует полученную им рану. На него и Бертольта нападает Микаса, но им удаётся превратиться в титанов и схватить Эрена и Имир. Преданный Эрен превращается в своего титана. |    |                                                      |                              |                      |
| 32 | 7  | Бей, бросай, подавляй «Да — То: — Кёку» (打・投・極) | 16, 42-45                    | 13 мая 2017 года     |
| В своей форме титана Эрен сражается с Бронированным титаном, в то время как полк разведчиков атакует Колоссального титана. Вихрь пара, выпущенный титаном Бертольта, не даёт разведчикам приблизиться к Эрену. Между тем Эрен-титан проигрывает в силе титану Райнера, пока не вспоминает особую боевую технику, которой он научился у Энни годами ранее. Он берёт верх благодаря манёвру Энни, но вмешательство Колоссального титана внезапно меняет положение сторон в битве. |    |                                                      |                              |                      |
| 33 | 8  | Идущие следом «О:-моно» (追う者)                     | 45 + филлер                  | 20 мая 2017 года     |
| Вмешательство Колоссального титана приводит к поражению Эрена — Райнер и Бертольт забирают его. Командиру Пиксису в Тросте сообщают о ситуации у стены Роза. Эрвин собирает подкрепление разведкорпуса и военной полиции, чтобы помочь в борьбе с титанами. На стене Роза Ханнес утешает Микасу и Армина, решив присоединиться к ним, когда придёт время спасать Эрена. Прибывает подкрепление Эрвина. Ханджи строит теории о новом местоположении предателей, а разведчики и представители власти отправляются на поиски Эрена и направляются в Лес гигантских деревьев. |    |                                                      |                              |                      |
| 34 | 9  | Недосказанное «Кайко:» (開口)                        | 46-47, 77                    | 27 мая 2017 года     |
| Пока разведчики продвигаются к Лесу гигантских деревьев, Эрен и Имир пытаются получить ответы от Райнера и Бертольта. Получив некие разъяснения, они обнаруживают, что личность Райнера раскололась под давлением жизни ради двух разных целей. Пока Имир задаётся вопросом о цели «воинов» (так себя называли Райнер и Бертольт) и причине присутствия Звероподобного титана, Эрен выражает свою ярость по отношению к предателям. Истинный враг человечества остаётся загадкой для Эрена. Разведчики приближаются к лесу с намерением спасти Эрена Йегера. |    |                                                      |                              |                      |
| 35 | 10 | Дети «Кодомо-тати» (子供達)                          | 15, 21, 46-47, 89            | 3 июня 2017 года     |
| Моблит делает шокирующее открытие в Рагако. Разведывательный строй Эрвина приближается к Лесу гигантских деревьев. Воины убегают, но Имир хочет снова увидеть Кристу. Видя сходство в прошлом Кристы и её собственном, Имир отказывается сотрудничать с Райнером и Бертольтом, пока они не согласятся взять Кристу вместе с ними. Солдаты прибывают, наткнувшись на титана Имир. Имир захватывает Кристу, и солдаты немедленно начинают преследование. |    |                                                      |                              |                      |
| 36 | 11 | В атаку «Тоцугэки» (突撃)                            | 2, 21, 27, 37, 40, 47-49     | 10 июня 2017 года    |
| Выслушав мотивы Имир, Хистория соглашается остаться с ней. Преследующие солдаты приближаются к Бронированному титану и окружают Бертольта, который отказывается отдать Эрена. Эрвин проводит атаку на воинов, направив на тех титанов. Несмотря на полученное ранение, ему удаётся спасти Эрена. Райнер отказывается позволить Йегеру сбежать и начинает бросать титанов в отступающих солдат. В хаосе Эрен и Микаса спешиваются и сталкиваются с титаном, который пять лет назад съел мать Эрена. |    |                                                      |                              |                      |
| 37 | 12 | Крик «Сакэби» (叫び)                                 | 50-51                        | 17 июня 2017 года    |
| Ханнеса съел гигант, убивший мать Эрена, а Эрен внезапно обрушил на титана невероятную силу, заставив других титанов окружить его и разорвать на куски, благодаря чему Райнеру и Бертольту удалось спастись. По своим собственным причинам Имир покидает разведчиков и отступает с воинами. Позже разведчики приходят к выводу, что титаны, вторгшиеся за стену Роза, на самом деле были жителями Рагако. Пока Эрен посвящает себя изучению того, как использовать свою новообретённую силу, выздоравливающий Эрвин приходит к выводу, что правду мира только предстоит открыть. |    |                                                      |                              |                      |

### Третий сезон (2018-2019)
| № | №  | Название                                                            | Экранизированные главы манги | Дата выхода в Японии  |
| --- | -- | ------------------------------------------------------------------- | ---------------------------- | --------------------- |
| 38 | 1  | Дымовой сигнал «Нороси» (狼煙)                                      | 51-54, 57, 90 + филлер       | 23 июля 2018 года     |
| В хижине в стене Роза оставшиеся члены 104-го кадетского корпуса делятся мыслями по поводу того, что их включили в отряд Леви. Эрена заставляют провести несколько испытаний в форме титана, но ему не удаётся кристаллизовать кожу подобно тому, как это делала Энни. Ханджи приносит известие о смерти пастора Ника. Затем разведчики бегут в Трост, получив информацию от Эрвина. Правительство выступает против разведкорпуса, требуя опеки над Эреном и Хисторией. Леви использует стратегию приманки, поэтому вместо целей похищают Жана и Армина. Микаса усмиряет похитителей, пока Леви наблюдает за катафалком Эрена. Ослабив внимание, Леви попадает в засаду. |    |                                                                     |                              |                       |
| 39 | 2  | Боль «Итами» (痛み)                                                 | 54-59 + филлер               | 30 июля 2018 года     |
| Леви пробивается из засады Кенни-потрошителя, чьи подчинённые захватили карету с Эреном и Хисторией. К капитану присоединяется остальная часть его отряда в попытке спасти Эрена и Хисторию, но в конце концов они вынуждены отступить. После этого Леви убеждает купца Димо Ривза работать с разведкорпусом. Ривз заманивает двух полицейских из отдела внутренних дел в ловушку, расставленную отрядом Леви, и на допросе они показывают, что семья Рейсс — настоящая королевская семья. Кенни убивает Димо за его предательство, а Род Рейсс воссоединяется со своей дочерью Хисторией. |    |                                                                     |                              |                       |
| 40 | 3  | Воспоминания «Мукасибанаси» (昔話)                                  | 52, 54-58 + филлер           | 6 августа 2018 года   |
| Хистория рассказывает об обстоятельствах того, как она росла нежеланным ребёнком на ферме с матерью. Впервые она увидела своего отца, Рода Рейсса, когда он пришёл навестить её после падения стены Мария, но появление людей в чёрных плащах прервало их воссоединение. Род вымолил их пощадить Хисторию при условии, что она будет жить вдалеке тихой жизнью под именем Криста Ленц. В настоящее время Род извиняется за это и сообщает Хистории, что в её жилах течёт королевская кровь и что она единственный человек, который может спасти человечество. Тем временем Эрвин встречает Пиксиса и обсуждает свержение правительства. Узнав от Ханджи о королевском происхождении Хистории, Эрвин рассказывает Пиксису о своём плане разоблачить марионеточное правительство и сделать Хисторию новой королевой. На рассвете первый отдел внутренних дел вызывает Эрвина для дачи объяснения по убийству Ривза. Перед отъездом Эрвин назначает Ханджи своей преемницей. Вскоре после этого он и часть разведчиков помещаются под арест. |    |                                                                     |                              |                       |
| 41 | 4  | Доверие «Синрай» (信頼)                                             | 57, 59-61 + филлер           | 13 августа 2018 года  |
| Отряд Леви ловит Хитч Дрейс и Марло Фройденберга и заставляет их помочь обойти контрольно-пропускной пункт военной полиции. Тем временем Ханджи спасает сына Димо Ривза, Флегеля. С его помощью они публично разоблачают прикрытие, использованное отделом внутренних дел для обвинения разведкорпуса в убийстве Димо. В военной полиции допрашивают Эрвина Смита, но не узнают ничего, что известно разведкорпусу. Прибывший Нил сообщает Эрвину о его аудиенции у Короля и о том, что на ней же ему будет объявлен приговор. Эрвин предупреждает Нила, что возложил часть решений на усмотрение Дота Пиксиса, и когда придёт время, выбирать придётся Нилу и «им». |    |                                                                     |                              |                       |
| 42 | 5  | Ответ «Кайто:» (回答)                                               | 53, 61-62                    | 20 августа 2018 года  |
| Эрвин Смит отстаивает необходимость разведкорпуса перед Королём и собравшейся знатью. Без разведчиков, сражающихся с титанами, человечество может столкнуться с гражданской войной, если стены когда-либо снова будут прорваны, поскольку земель станет значительно меньше, а на оставшихся соберётся большое количество народа. Однако доводы Смита остаются без внимания, и дворяне объявляют ему приговор — казнь. Увести Эрвина не успевают: в зал врывается Анка Райнбергер и объявляет, что стена Роза была прорвана, что вынуждает дворян лицом к лицу столкнуться со сценарием, о котором только что говорил Эрвин. Пиксис призывает к немедленной эвакуации мирных жителей стены Роза, однако дворяне требуют, чтобы ворота стены Сина были закрыты. Нил отказывается выполнять данный приказ. В этот момент на собрание является верховный главнокомандующий Дариус Закли, и Пиксис объявляет о государственном перевороте. Когда все ветви вооружённых сил восстают против королевского правительства, дворянство берут под стражу. Несмотря на успех, Эрвин выражает опасения по поводу нового пути, по которому пошло человечество. |    |                                                                     |                              |                       |
| 43 | 6  | Грех «Цуми» (罪)                                                    | 54, 62-65                    | 27 августа 2018 года  |
| Эрен узнаёт, как он получил своего титана и как пять лет назад его отец, Гриша Йегер, убил бо́льшую часть семьи Рейсс, чтобы получить их силу, которой владела Фрида Рейсс, старшая сводная сестра Хистории. Тем временем военные узнают, что некоторые родословные невосприимчивы к «крику», который может изменить память человечества. Они понимают: если они не спасут Эрена, то могут вскоре забыть о своём государственном перевороте. Отряд Леви прибывает в сельскую часовню над подземной, где держат Эрена. Они готовятся к атаке, а внизу их ждёт отряд Кенни Аккермана. |    |                                                                     |                              |                       |
| 44 | 7  | Желание «Нэгай» (願い)                                              | 64-66                        | 3 сентября 2018 года  |
| Леви, Ханджи и члены их отряда сражаются против Кенни и его отряда в хрустальных пещерах подземной часовни. Кейвен наносит тяжёлое ранение Ханджи, но разведчикам удаётся загнать своих врагов в угол. Тем временем Род Рейсс пытается склонить Хисторию вколоть содержимое шприца, превращающее в титана, чтобы она смогла съесть Эрена и вернуть Титана-прародителя, которого Гриша украл у Фриды. Однако Хистория говорит, что наследование Титана-прародителя никого не спасёт, и разбивает шприц. Она пытается освободить Эрена, но её отец выпивает оставшуюся жидкость и превращается в титана. |    |                                                                     |                              |                       |
| 45 | 8  | У стен Орвуда «Орубудо-ку Гайхэки» (オルブド区外壁)                 | 66-67                        | 10 сентября 2018 года |
| Род Рейсс превращается в титана настолько большого, что разрушает пещеру в подземной часовне, пытаясь встать. Хистория отказывается бросить Эрена и отправиться в безопасное место, а отряд Леви безуспешно пытается освободить юношу. Размер и жар, исходящий от титана Рода, настолько велики, что спасение кажется невозможным. Эрен грязнет в отчаянии, но его друзья отказываются сдаваться и подбадривают его. Он замечает на земле бутылку с надписью «Броня» и решается выпить её. Содержимое укрепляет кожу титана Эрена и позволяет ему спасти друзей от обвала пещеры. Отряд Леви встречается с Эрвином и остальной частью разведкорпуса снаружи. Титан Рода вдвое больше Колоссального титана, и разведчики не могут сражаться с ним обычными способами. Они устремляются в Орвуд, где займут новую позицию. Прибыв в место назначения, Леви сообщает Хистории, что после всего она должна будет стать королевой, чтобы обеспечить успех государственного переворота. Она соглашается, но при одном условии... |    |                                                                     |                              |                       |
| 46 | 9  | Хозяйка стен «Кабэ но О:» (壁の王)                                  | 67-69                        | 17 сентября 2018 года |
| Орвудский гарнизон готовит защиту от титана Рода Рейсса, но их пушки оказываются неэффективны, и разведкорпус предлагает запасную стратегию. Они делают гигантский мешок из сеток и верёвок и набивают его бочками с порохом. Ханджи готовит две тележки, загруженные порохом и оснащённые пусковым механизмом УПМ, чтобы те обмотались вокруг цели при выстреле. Титан Рода достигает стены и выпрямляется, разбрасывая отступающий гарнизон. Разведчики запускают тележки с порохом в руки титана — они взрываются, и он теряет равновесие. Титан сползает со стены. Эрен бросается вперёд в своей форме титана, чтобы закинуть мешок с порохом в его зияющую пасть. Титан взрывается. Хистория отсекает кусок плоти в шее гиганта и убивает своего отца. Девушка приземляется на тележку, обитую чем-то мягким, к шоку жителей поблизости. Люди окружают её и спрашивают, кто совершил заключительный удар. Хистория поднимается на ноги и объявляет себя истинной правительницей стен. |    |                                                                     |                              |                       |
| 47 | 10 | Друзья «Ю:дзин» (友人)                                              | 69-70                        | 24 сентября 2018 года |
| Много лет назад Кенни Аккерман сдружился с человеком по имени Ури Рейсс, владеющим силой титана, хотя обстоятельства должны были привести к тому, что один убил бы другого. Как доверенное лицо Ури Кенни стал частью правительства и ослабил преследование семьи Аккерманов, получив возможность присматривать за сыном своей покойной сестры Кухель. Хотя Кенни всецело поддерживал Ури, он не мог понять, что движет человеком в стремлении обладать такой силой для себя и создать целый отряд для её обретения. Умирая от травм, полученных при обрушении подземной часовни, Кенни рассказывает вопрошающему Леви, как он связан со его матерью и почему в конце концов оставил его. Перед самой смертью Кенни отдаёт Леви шприц, который украл у Рода Рейсса. В Митрасе Хисторию Рейсс коронуют, и она становится новой королевой. |    |                                                                     |                              |                       |
| 48 | 11 | Всего лишь зритель «Бо:канся» (傍観者)                              | 70-71                        | 8 октября 2018 года   |
| Прошло два месяца после коронации Хистории Рейсс. Она завела ферму, чтобы заботиться о сиротах и нуждающихся. Армия также подверглась капитальной перестройке: было создано новое оружие, которое позволяет убивать титанов, не рискуя жизнями солдат, а разведкорпус пополнили новобранцы. По подсказке Жана Эрен пытается вспомнить разведчика, появившегося в памяти его отца, и понимает, что это — комендант Кит Шадис из кадетского корпуса. Эрен, его отряд, Леви и Ханджи навещают Кита и слышат его историю о том, как двадцать лет назад он обнаружил Гришу Йегера за стеной Мария. Они стали друзьями, и Гриша убедил Кита в том, что он особенный и только такие, как он, могут изменить этот мир. Однако Шадис терпел много неудач — как в личной жизни, так и по линии офицерской службы — и пришёл к выводу, что он вовсе не особенный и ничего изменить не может. Кит видел, как Гриша ночью увёл Эрена в лес в день, когда пала стена Мария, и после вынес мальчика из леса. Кит надеялся, что Эрен не станет таким, как его отец. Однако даже попытки Кита вывести из строя тренировочное снаряжение Эрена, когда тот обучался управлению УПМ, не дали плодов: Эрен не сдавался. Провожая Эрена в предстоящий путь в настоящем, Кит укрепляется в мысли, что ничего не может изменить. |    |                                                                     |                              |                       |
| 49 | 12 | Ночь перед контрнаступлением «Даккан Сакусэн но Ёру» (奪還作戦の夜) | 70, 72, 84                   | 15 октября 2018 года  |
| Эрвин и офицеры разведывательного полка готовятся к операции по возвращению стены Мария, подозревая, что правда их мира лежит в подвале семьи Йегеров. Леви пытается убедить Эрвина остаться, ведь теперь он стал инвалидом из-за потери руки, но Эрвин отказывается. В ночь перед операцией разведчики устраивают пир для всех солдат в столовой, где их угощают редким мясом, что приводит к дебоширству: Саша бесконтрольно поедает мясо, а Эрен вступает в драку с Жаном. В итоге буянов разнимают, а солдатам приказывают лечь спать. Эрен делится оптимистическими идеями с Армином и Микасой. На следующий день на закате ликующая толпа отправляет разведчиков из района Трост. |    |                                                                     |                              |                       |
| 50 | 13 | Город, где всё началось «Хадзимари но Мати» (はじまりの街)          | 73-74                        | 29 апреля 2019 года   |
| Разведкорпус прибывает в Сигансину и с удивлением не обнаруживает в ней ни одного титана. Эрен успешно закрывает внешние ворота, используя способность свеого титана отвердевать, и при этом не встречает сопротивления со стороны противника. Тем не менее Армин обнаруживает признаки присутствия врага и ведёт группу солдат на поиски их укрытия. Как выясняется, Райнер прятался внутри самой стены. Леви пытается нанести ему смертельное ранение, но не успевает, преждем чем Райнер превращается в Бронированного титана. За пределами района появляется Звероподобный титан вместе с небольшой армией титанов. Он швыряет валун в брешь во внутренних воротах стены, перекрывая единственный оставшийся наземный выход района и запирая лошадей разведкорпуса на стороне титанов. Разведчики отрезаны от единственного пути к бегству и вынуждены встретиться лицом к лицу с титанами. |    |                                                                     |                              |                       |
| 51 | 14 | Громовые копья «Райсо:» (雷槍)                                      | 75-76                        | 6 мая 2019 года       |
| Звероподобный титан посылает титанов небольших габаритов, чтобы те убили лошадей разведкорпуса, в то время как более крупные титаны образуют полукруг перед стеной, чтобы отрезать выход из района Сигансина. Чтобы защитить лошадей, Эрвин отправляет большинство разведчиков защищать ворота и использует Эрена в качестве приманки, чтобы выманить Бронированного титана. Разведчики у ворот борются с титанами. В это время в Сигансине Эрен создаёт возможность для разведчиков использовать новое оружие — «громовые копья». Отрядам Ханджи Леви удаётся ослепить Бронированного титана и пробить броню на его шее. |    |                                                                     |                              |                       |
| 52 | 15 | Пришествие «Ко:рин» (光臨)                                          | 77-79                        | 13 мая 2019 года      |
| Бертольт и Райнер готовятся к готовящейся атаке разведкорпуса, по указу Зика, отбросив все свои опасения и сосредоточившись на поставленной задаче. Райнер говорит Бертольту, что на этот раз ему нужно будет думать самостоятельно, а не ждать, пока он подаст ему сигнал. Оба они приходят к выводу, что сейчас время уладить всё раз и навсегда. Разведкорпусу удаётся сбить Райнера с ног, частично обезглавив его человеческое тело. Однако он находит силы просигнализировать Звероподобному титану бросить бочку с Бертольтом в область Сигансины. Разведчики разбегаются, но Бертольт не превращается в Колоссального титана, а вместо этого, увидев степень травм Райнера, подходит к нему и собирается противостоять разведчикам в одиночку. Армин пытается уговорить Бертольта, но тот возражает и указывает на то, что согласился поговорить только в качестве проверки своей решимости и готовности сражаться с ними. Тогда Микаса нападает на бывшего товарища. Бертольт уклоняется от атаки и, использую УМП, поднимается высоко воздух, где и превращается в Колоссального титана. |    |                                                                     |                              |                       |
| 53 | 16 | Идеальная игра «Па:фэкуто Гэ:му» (完全試合)                         | 79-81                        | 20 мая 2019 года      |
| Разведкорпус сражается на два фронта. В Сигансине Жан заменяет Армина и возглавляет отряд Леви в попытке остановить Колоссального титана. Однако Эрена-титана легко отбрасывают, а Микаса не может нанести удар, используя «громовые копья». По другую сторону стены каменная бомбардировка Звероподобного титана практически полностью ликвидировала стан разведчиков, среди которых в живых остались только Эрвин, Леви и часть новобранцев. Понимая, что, скорее всего, это будет последняя операция для них всех, Эрвин ставит на неё всё. Смит принимает решение вести новобранцев в самоубийственной атаке на Звероподобного титана, чтобы отвлечь его внимание и дать возможность Леви подойти незамеченным. |    |                                                                     |                              |                       |
| 54 | 17 | Храбрец «Ю:ся» (勇者)                                               | 81-83                        | 27 мая 2019 года      |
| Во главе оставшихся разведчиков Эрвин ведёт войско навстречу Звероподобному титану, попадая под каменный обстрел. Почти все солдаты погибают, а командующий получает смертельное ранение. Леви удаётся скрытно приблизиться к противнику и вступить с ним в ближний бой. Он практически одолевает Звероподобного, но внезапно появившийся Транспортный титан выхватывает Зика из рук Леви и уходит вместе с ним. Раненный Зик даёт приказ оставшимся титанам прикончить Леви. Тем временем Армин делит свой отряд на две команды. Бо́льшая часть отправляется сдерживать Бронированного титана, что успешно получается благодаря своевременному появлению Ханджи. По плану, разработанному Армином, Эрен падает со стены и притворяется, что потерял сознание, в то время как Армин отвлекает Бертольта и вынуждает его потратить всю энергию на выделение жара. Когда Армин, наконец, теряет сознание, Бертольт обращает свой взгляд на Эрена, но обнаруживает, что тот закрыл оставшуюся дыру в стене с помощью способности к отвердеванию. Используя УМП, Эрен нападает на Бертольта сзади и вырезает его из шеи титана. |    |                                                                     |                              |                       |
| 55 | 18 | Белая ночь «Бякуя» (白夜)                                           | 83-84                        | 3 июня 2019 года      |
| Зик говорит Эрену, что однажды вернётся, чтобы «спасти» его. Эрен же замечает, что Зик очень похож на его отца Гришу Йегера. Леви готов преследовать Зика с оставшимся снаряжением Эрена, но тот внезапно понимает, что Армин ещё дышит. Эрен просит Леви сделать Армину инъекцию титана, что и спасло бы его, позволило бы съесть выведенного из строя Бертольта. На место прибывает Флок с умирающим Эрвином Смитом и просит сделать инъекцию Эрвину. Потеряв Райнера из-за Титана-перевозчика, Ханджи и остальная часть отряда Леви также подходят к группе и обнаруживают Эрена и Микасу, едва не дерущимися с Леви за инъекцию. В конце концов Ханджи удаётся уговорить Микасу, и Леви приказывает всем отдалиться, чтобы превращение Эрвина прошло безопасно для других. Обессиленный Эрвин бормочет о детских воспоминаниях, и Леви решает, что гуманнее позволить ему уйти. Он делает инъекцию Армину. Он съедает Бертольта и выбирается из своего титана. Вокруг собираются его друзья. |    |                                                                     |                              |                       |
| 56 | 19 | Подвал «Тикасицу» (地下室)                                          | 85-86                        | 10 июня 2019 года     |
| Армин с тяжестью принимает тот факт, что он съел Бертольта и что был выбран вместо Эрвина Смита в качестве спасаемого. Половина оставшихся солдат, включая Эрена, отправляются в подвал его семьи, где обнаруживают три дневника и фотографию, оставленную его отцом. Дневники подробно описывают жизнь Гриши вне стен, где человечество не погибло, а технологии продвинулись достаточно, чтобы люди могли жить спокойной жизнью. Но однажды, когда вместе с сестрой Фэй юный Гриша отправился посмотреть на дирижабли, он узнал правду о своём положении в обществе. |    |                                                                     |                              |                       |
| 57 | 20 | Тот день «Ано Хи» (あの日)                                          | 86-87                        | 17 июня 2019 года     |
| Гришу избивает марлийский офицер Эрен Крюгер за то, что он без разрешения вышел за пределы зоны интернирования Либерио. Сестру Гриши старший сержант Гросс якобы провожает домой, но на следующий день мальчик находит её тело в реке. Ярость Гриши вспыхивает с ещё большей силой, когда его отец безропотно соглашается с ложным объяснением, принесённым ему офицером общественной безопасности Марли. Повзрослев, Гриша присоединяется к реставраторам, где знакомится со своей будущей женой Диной Фриц. У них рождается сын Зик, которого они планируют сделать воином, чтобы присоединиться к миссии Марли по возвращению Титана-прародителя. Однако Зик предаёт их и отправляет на остров Парадиз, где их превращают в титанов. Дина трансформируется, а Гришу в последний момент спасает Крюгер, который оказывается «Совой», тайным лидером реставраторов. Крюгер просит Гришу наблюдать за его превращением в титана. |    |                                                                     |                              |                       |
| 58 | 21 | Атакующий титан «Сингэки но Кёдзин» (進撃の巨人)                    | 88-89                        | 24 июня 2019 года     |
| Гриша опустошён сожалениями о потере своей семьи и своего дела, но Крюгер убеждает его продолжить свою миссию и вернуть Титана-прародителя у короля, который отказывается использовать его для спасения народа Элдия. Для этого Крюгер передаёт своего титана Грише и называет его Атакующим титаном. В наши дни Эрен пытается смириться с тем фактом, что из-за «проклятия Имир» ему осталось жить меньше восьми лет, а Армину — тринадцать, поскольку тот совсем недавно унаследовал Колоссального титана. Они посещают военную аудиенцию, где обсуждаются находки в подвале. Ханджи сообщает, что с этих пор, жителям стен, вероятнее всего, придётся считать остальной мир своими врагами, так как люди за их пределами боятся «народ Имир». Эрен понимает, почему он смог использовать силу Титана-прародителя, несмотря на то, что он не королевской крови: он сделал это только потому, что прикоснулся к титану Дины Фриц. Эрен решает сохранить это втайне, так как боится действий военных в отношении Хистории Рейсс. |    |                                                                     |                              |                       |
| 59 | 22 | По ту сторону стен «Кабэ но Муко:гава» (壁の向こう側)               | 90                           | 1 июля 2019 года      |
| Правительство решает предать информацию, содержащуюся в дневниках Гриши Йегера, широкой огласке, что вызывает общественный резонанс, поскольку люди не готовы принять эту новость. Тем временем благодаря изобретению «Адского палача» в убийстве титанов достигается прогресс, и титанов практически не остаётся. Беженцам разрешено переселяться в стену Мария. Спустя год после нападения на район Трост и шесть лет после падения стены Мария разведкорпус начинает экспедицию за её границы, чтобы исследовать земли снаружи. Они видят стену, сбрасывая реставраторов с которой их превращали в титанов, и в конце концов достигают моря. Солёные воды простираются до самого горизонта. Большинство разведчиков с удовольствием играют в прибое, но Эрен погружён в мысли. Юноша осознаёт, что это зрелище — то, чего он так жаждал и идеализировал как символ свободы, — на самом деле не предлагает никакой свободы и что по ту сторону моря — истинные враги... |    |                                                                     |                              |                       |

### Четвёртый сезон (2020-2023)
| № | №  | Название                                                                             | Экранизированные главы манги | Дата выхода в Японии                  |
| --- | -- | ------------------------------------------------------------------------------------ | ---------------------------- | ------------------------------------- |
| 60 | 1  | По ту сторону моря «Уми но Муко:гава» (海の向こう側)                                 | 91-92                        | 7 декабря 2020 года                   |
| Марли осаждает форт «Слава», стремясь положить конец четырёхлетнему конфликту с союзными войсками Среднего Востока, вызванному их поражением в Сигансине. Кандидата в воины Фалько Грайса спасает его брат Кольт, который возвращает мальчика в окопы поблизости. Наличие бронепоезда мешает Марли дислоцировать своих титанов. От марлийского командира Тео Магата кандидат в воины Габи Браун получает разрешение уничтожить поезд, с чем она успешно справляется. Дислоцирование Порко Гальярда и Пик Фингер очищает траншеи на Ближнем Востоке, что позволяет начать десантную операцию. Зик, используя свои силы, превращает элдийцев в титанов и наносит мощный авиаудар. Бронированный титан уничтожает оставшуюся противотитановую артиллерию с помощью Зубастого титана. Звероподобный титан запускает неиспользованные снаряды в сторону военно-морского флота, расположенного поблизости, однако открывается для артиллерийского огня с кораблей. Райнер спасает Зика и при этом получает сильные повреждения. Впоследствии подписывается мирный договор, но исход битвы напоминает Марли о растущей потребности в возвращении Титана-прародителя. |    |                                                                                      |                              |                                       |
| 61 | 2  | Поезд во тьме «Ямиё но Рэсся» (闇夜の列車)                                           | 93-95                        | 14 декабря 2020 года                  |
| Несмотря на то, как легко Марли добился победы над союзными войсками, военачальникам ясно, что эпоха господства их страны с помощью войны титанов подходит к концу. Марли планирует возродить операцию по захвату Титана-прародителя «Остров Парадиз», таким образом выиграть ещё несколько лет для своих вооружённых сил, чтобы реструктурировать и модернизировать их для посттитановой реальности. Однако захватить остров будет сложно, так как ни один из кораблей Марли не возвращался оттуда за последние три года, из чего становится ясно, что Парадиз контролирует как минимум двух из Девяти титанов. Воины и кандидаты в воины возвращаются домой в Либерио, где воссоединяются со своими семьями. Райнер делится воспоминаниями о жизни на острове и вводит в ступор свою кузину Габи, когда говорит, что встречал там «разного рода людей», избегая прямого осуждения островитян. На следующий день Зик сообщает воинам и Кольту о предстоящем фестивале в Либерио, куда будут приглашены высокопоставленные лица из-за рубежа. Там семья Тайберов, обладатели Титана-молотобойца, объявит о плане захвата острова Парадиз. |    |                                                                                      |                              |                                       |
| 62 | 3  | Дверь надежды «Кибо: но Тобира» (希望の扉)                                           | 94-97                        | 21 декабря 2020 года                  |
| Райнер вспоминает свою юность, в частности то, как он проходил тренировки на звание воина, чтобы его мать-элдийка и отец-марлиец могли жить вместе. Райнер хранил эту мечту и с решимостью преодолевал трудности на пути к ней. В последние дни обучения на воина он, Бертольт Гувер, Энни Леонхарт и Марсель Гальярд были отправлены на остров Парадиз, чтобы вернуть Титана-прародителя. Во время экспедиции к стене Райнер узнал, что Марсель специально подстроил всё так, чтобы именно Райнер унаследовал Бронированного титана вместо его брата Порко. Внезапная гибель Марселя от рук титана только усугубила потрясение Райнера. Воины потеряли надежду на выполнение своей миссии после смерти Марселя, но решимость Райнера жить и добиться успеха подстёгивала его товарищей. Фалько продолжает готовиться стать воином, но всё больше и больше убеждается, что у него нет шансов унаследовать Бронированного титана и спасти жизнь Габи. По пути домой из штаба Фалько встречает раненого солдата, который хочет поговорить с ним. |    |                                                                                      |                              |                                       |
| 63 | 4  | Из рук в руки «Тэ кара Тэ э» (手から手へ)                                            | 95, 97-98                    | 28 декабря 2020 года                  |
| Тео Магат встречается с Вилли Тайбером, главой семьи Тайберов, и обнаруживает, что они придерживаются схожих взглядов на нынешнее политическое состояние Марли. Совместно они организуют фестиваль в зоне интернирования Либерио для послов со всего мира. Вилли планирует объявить там о своём решении тотального истребления титанов. Тем временем Фалько занимается доставкой сообщений мистеру Крюгеру. Мальчик также впервые одолевает Габи в гонке, однако она отказывается принимать его старания из-за заботы о ней. И воины, и кандидаты наслаждаются фестивалем. Перед началом вечерней театральной постановки Фалько просит Райнера пойти с ним. Фалько отводит его в подвал, где их ждёт мистер Крюгер. Райнер узнаёт в госте Эрена Йегера. |    |                                                                                      |                              |                                       |
| 64 | 5  | Объявление войны «Сэнсэн Фукоку» (宣戦布告)                                          | 99-100                       | 11 января 2021 года                   |
| В подвале здания за сценой Райнер впервые за четыре года видит Эрена. Его переполняет ужас, ведь он боится, что Йегер собирается мстить, однако сам Эрен хладнокровно объясняет, что он здесь по той же причине, по которой Райнер изначально прибыл на остров Парадиз. Он спрашивает Райнера о причине разрушения стены Мария и, принимая его точку зрения, приходит к выводу, что они оба одинаковы. Учитывая их положение, ни у кого из них не было выбора — ни тогда, ни сейчас. На сцене Вилли Тайбер ставит театральную постановку об истории Элдии, какой она известна остальному миру: произошедшую 100 лет назад Великую войну титанов якобы закончил марлийский воин Гелос. После этого Тайбер объявляет, что это было неправдой. На самом деле конец Великой войне титанов был положен самим королём Карлом Фрицем, который вместе с семьёй Тайбер подделал историю Гелоса. Король изолировал себя и свой народ на острове Парадиз и дал клятву мира: он откажется от войны, и его желание будет передаваться всем его потомкам, унаследовавшим титана-прародителя; для защиты острова он с помощью прародителя окружил его стенами, в которых скрываются сотни гигантов, которых он или его потомки призовут только если на остров нападут извне. Однако, силой титана-прародителя завладел Эрен Йегер, не имеющий королевской крови и поэтому не связанный клятвой мира, и этот человек готовится с помощью гигантов в стенах уничтожить мир за пределами острова. Вилли просит мир объединиться с ним и объявляет войну Парадизу. |    |                                                                                      |                              |                                       |
| 65 | 6  | Титан-молотобоец «Сэнцуй но Кёдзин» (戦鎚の巨人)                                     | 100-102                      | 18 января 2021 года                   |
| До открытия фестиваля в Либерио Вилли Тайбер и Тео Магат обсуждали возможность нападения со стороны противников во время проведения фестиваля и вероятные пути сопротивления. Атакующий титан Эрена Йегера съедает Вилли и начинает расправляться с посетителями фестиваля. Лара Тайбер превращается в Титана-молотобойца и начинает сражение с Эреном. Пик и Порко становятся свидетелями вторжения полка разведчиков. Титан-молотобоец практически одолевает Эрена, но внезапная атака Микасы сбивает титана с ног. Тем временем командующий Магат приказывает марлийским военным собраться в Либерио, чтобы заманить врага в ловушку. Разгневанная смертью Удо и Зофии, Габи направляется к полю боя. Когда Микаса вступает в бой с восстановившимся Титаном-молотобойцем, Эрен обнаруживает, что титан управляется через кабель, а сама Лара при этом находится в кристалле. Он снова трансформируется и вырывает кабель из-под земли вместе с кристаллом. Прежде чем Эрен успевает съесть Лару, на него нападает Зубастый титан. Эрена спасает Леви, а Гальярда быстро окружают другие разведчики. |    |                                                                                      |                              |                                       |
| 66 | 7  | Налëт «Кё:сю:» (強襲)                                                                | 102-104                      | 25 января 2021 года                   |
| Разведкорпус и воины сталкиваются лицом к лицу. К битве присоединяется Звероподобный титан. Пик не сомневается в силах Марли, однако прибытие Колоссального титана Армина меняет ход боя, когда он уничтожает все военные подкрепления в порту Либерио. Порко резко атакует Эрена, что даёт Леви возможность сокрушить Звероподобного титана. Разведчики чуть не убивают Пик, но её спасает Фалько. Гальярду удаётся оторвать одну из рук Атакующего титана и ударить его по голове, но Эрен блокирует его кристаллом Лары, который неожиданно повреждается когтями Зубастого титана. Когда на место сражения прибывает дирижабль разведчиков, чтобы забрать своих солдат, Гальярд решает атаковать его, но Микаса отрезает титану Порко ноги. Эрен отрывает оставшиеся конечности Зубастого титана и вставляет кристалл Лары между его челюстями. Затем он сжимает их, отчего кристалл раскалывается и Эрен выпивает кровь, а также спинномозговую жидкость, принадлежащие Титану-молотобойца. Понимая, что Порко также скоро съедят, Фалько и Габи начинают истошно кричать, зовя Райнера на помощь. Тот приходит в чувства и превращается в титана, чтобы отвлечь Эрена. |    |                                                                                      |                              |                                       |
| 67 | 8  | Безжалостная пуля «Кё:дан» (凶弾)                                                    | 104-105                      | 1 февраля 2021 года                   |
| Измождённый сражениями в Либерио Эрен отбивает выбившегося из сил Райнера и отступает с Микасой на дирижабле разведывательного корпуса. Габи гонится за отбывающими разведчиками, Фалько пытается её остановить. Девочка убивает Лобова и забирает его УПМ, быстро разобравшись, как с его помощью добраться до дирижабля. Едва Кольт успевает подбежать к ним, Габи убирает проволоку, поднимая себя и Фалько в воздух. Оказавшись на борту, Габи точным выстрелом убивает Сашу Браус, после чего их вместе с Фалько скручивают разведчики. После слов Габи о выполнении задания Зика Йегера Жан приводит диверсантов в другую комнату, где Зик восстанавливается после фиктивной битвы против Леви. Как выясняется, на самом деле Зик был заодно с разведчиками. Всё шло по плану, за исключением нескольких просчётов, точнее — детей. Ханджи выражает недовольство тем, что Эрен заставил разведчиков прийти ему на помощь, а когда Саша умирает от полученных ран, Жан обвиняет Эрена в их потере. |    |                                                                                      |                              |                                       |
| 68 | 9  | Добровольцы «Гию:-хэй» (義勇兵)                                                      | 106-107                      | 8 февраля 2021 года                   |
| За три года до описываемых в четвёртом сезоне событий островитяне с Парадиза захватили команду марлийского корабля благодаря помощи антимарлийских добровольцев. С помощью добровольцев разведчики узнали, каковы военные возможности Марли, и возвели собственный порт. Добровольцев собрал Зик, который через них передал план по защите элдийцев. Эрен отметил, что Зик нашёл способ нарушить клятву Карла Фрица об отказе от войны и что вдвоём они могут использовать угрозу пробуждения титанов в стене, чтобы держать остальной мир в страхе. В наши дни Сашу Браус оплакивают её друзья и семья, в том числе Николо, один из захваченных марлийцев, которому было разрешено работать поваром. Тем временем Леви отводит Зика в его новое место прибывания — Лес гигантских деревьев. Дот Пиксис задерживает антимарлийских добровольцев, чтобы держать Зика на коротком поводке. Он извиняется за то, что не может позволить себе доверять им, но оценивает их вклад за последние несколько лет. Армин делится с Энни Леонхарт, по-прежнему находящейся в кристалле, своими переживаниями по поводу недавнего нападения на Либерио, и осознаёт, что у них не было выбора, сравнивая текущие события с опытом самой Энни. |    |                                                                                      |                              |                                       |
| 69 | 10 | Доводы «Сэйрон» (正論)                                                               | 107-108                      | 15 февраля 2021 года                  |
| Два года назад с помощью Зика и антимарлийских добровольцев островитяне установили контакт со старым союзником в стране Хидзуру. Их посланница, Киёми Адзумабито, изложила план из трёх частей по сохранению острова в безопасности до тех пор, пока ему не нужно будет полагаться на угрозу миру Дрожью Земли. Однако помощь Хидзуру подпитывалась исключительно алчностью, и год спустя они не стали помогать Парадиз вести переговоры о торговле с другими странами в надежде сохранить какую-либо прибыль от ресурсов Парадиза. Ханджи пришла к выводу, что разведкорпусу придётся самим выйти в свет и встретиться с людьми лично. Поведение Эрена Йегера вызывает настороженность у окружающих, а его друзья пытаются найти общее между ним настоящим и тем человеком, которого они помнят. Хистория сейчас беременна, что откладывает передачу ей Звероподобного титана Зика из-за опасений, что этот процесс может навредить ей или убить её будущего ребёнка. |    |                                                                                      |                              |                                       |
| 70 | 11 | Притворщики «Ицувари Моно» (偽り者)                                                  | 107-109                      | 22 февраля 2021 года                  |
| Габи и Фалько сбегают из тюрьмы и находят убежище у семьи Саши Браус, которая принимает их как беглецов Мию и Бена. Кайя, одна из сирот, которая живёт и работает с ними, понимает, что эти двое на самом деле из Марли, и приводит их туда, где её мать была убита титаном четыре года назад. Она спрашивает их, что сделала её мать, чтобы заслужить такую ужасную смерть, и не может принять риторику Габи о необходимости «заплатить за грехи элдийцев», совершённые давным-давно. Фалько объясняет, что её мать стала жертвой обстоятельств во время предыдущей миссии, и, смирившись с этим, Кайя предлагает отвести их на встречу с марлийцем в ресторане, куда собирается семья Браус, в надежде найти способ вернуть Габи и Фалько домой. В это время Ханджи сталкивается с неподчинением Флока Форстера и троих других членов разведкорпуса, пойманных на утечке информации о заключении Эрена Йегера. В Марли военные поняли, что Зик инсценировал свою смерть и, вероятно, встал на сторону Парадиза. Райнер предлагает не ждать полгода полномасштабное наступление, а провести внезапную атаку, прежде чем Зик сможет разработать план по защите. |    |                                                                                      |                              |                                       |
| 71 | 12 | Лидер «Митибику Моно» (導く者)                                                       | 110-111                      | 1 марта 2021 года                     |
| Елена признаётся Доту Пиксису, что десять месяцев назад она тайно встречалась с Эреном, прося его оказать давление на военных, чтобы они начали действовать. Она подозревала, что, предоставленные сами себе, военные будут просто обсуждать проблемы и откладывать их решение до тех пор, пока не станет слишком поздно. Не знали о вылазках Елены даже другие антимарлийские добровольцы. Онянкопон говорит Ханджи, что именно Елена организовала сопротивление, а сторонники, которые сомневались в них, как правило, умирали «случайной» смертью. Дариус Закли погибает при взрыве бомбы, заложенной в штаб-квартире йегеристами, тайно проникшими в ряды армии. Около сотни солдат открыто выступают в поддержку Эрена, многие из них — из разведкорпуса. Понимая, что последователи Эрена хотят связать его с Зиком, Пиксис ужесточает меры безопасности, чтобы использовать местонахождение Зика в качестве разменной монеты. Ханджи считает, что Зик с Еленой спланировали ход событий заранее, поэтому разведчики собираются узнать, каким образом Елена даёт поручения марлийским заключённым. |    |                                                                                      |                              |                                       |
| 72 | 13 | Дети леса «Мори но Кора» (森の子ら)                                                  | 110-112                      | 8 марта 2021 года                     |
| Зик сообщает Леви, что четыре года назад использовал газ, смешанный со своей спинномозговой жидкостью, для преобразования жителей деревни Рагако. Он говорит, что не хотел этого делать, но это нужно было для прикрытия, пока он работал на Марли. Однако Леви не доверяет ему, потому что, независимо от того, на чьей стороне Зик действительно работает, он, похоже, не сожалеет об отнятых жизнях. Николо угощает семью Браус в ресторане, где работает. Габи и Фалько отходят вместе с ним в сторону в надежде обговорить их путь обратно домой. Когда Николо понимает, что это Габи убила Сашу, то замахивается на неё бутылкой вина, однако удар приходится на голову Фалько, и он теряет сознание. В ситуацию вмешиваются и семья Саши, и разведчики. И хотя Артур Браус, отец Саши, переполнен горем, он отказывается от мести. Подавленный, Николо просит разведчиков как можно скорее смыть вино со рта Фалько, потому что оно, как считает Николо, содержит спинномозговую жидкость Зика. Но помочь ребёнку они не успевают: прибывает Эрен с йегеристами и берёт всех в заложники. |    |                                                                                      |                              |                                       |
| 73 | 14 | Жестокость «Бо:аку» (暴悪)                                                           | 112-113                      | 15 марта 2021 года 22 марта 2021 года |
| Эрен садится за один стол с Микасой, Армином и разнервничавшейся Габи, чтобы поговорить. Армин расспрашивает Эрена о причинах нападении на Либерио. Эрен заявляет, что решил сделать это по собственной воле, но Микаса не возражает, полагая, что им манипулируют. Возмущённый, Эрен указывает на «оковы» друзей, которые не дают им быть «свободными»: у Армина — это воспоминания о съеденном Бертольте, а у Микасы — наследие Аккерманов. С отвращением Эрен признаётся Микасе, что всегда ненавидел её, в результате чего Армин затевает драку с бывшим другом, однако тот быстро его одолевает. Тем временем Леви узнаёт о смерти Закли и приказывает гонцу сообщить Доту Пиксису о его плане съесть Зика и заполучить Звероподобного титана. Леви погружается в свои мысли — Зик пользуется этим и убегает, при этом издавая призывный крик. Товарищи Леви падают с окружающих деревьев, превращаясь в титанов. Леви не сразу решается атаковать своих солдат, но вскоре пересиливает себя и убивает их. Он догоняет Зика, и тот превращается в Звероподобного титана. Леви побеждает Зика, используя манёвренность на деревьях леса, и отсекает ему конечности, чтобы он не мог превратиться в титана. Флок приводит группу йегеристов в кадетский корпус в Сигансине, где Кит Шадис в настоящий момент обучает 109-ю дивизию. Угрозами и шантажом он призывает кадетов вступить в ряды йегеристов, а в качестве экзамена приказывает избить Шадиса до смерти.                                                                          |    |                                                                                      |                              |                                       |
| 74 | 15 | Единственное спасение «Юйицу но Сукуй» (唯一の救い)                                  | 114-115                      | 22 марта 2021 года                    |
| Зик вспоминает своё детство и то, как он был вынужден стать частью плана своих родителей по освобождению Элдии от Марли. В то время он подружился с Томом Ксавером, членом исследовательской группы титанов, и поклялся унаследовать от него Звероподобного титана и обеспечить успех плана по возвращению Титана-прародителя. Придя в сознание, Зик видит перед собой Леви, который слышал его бормотание, но не предал этому значения. Внезапно Зик активирует механизм громового копья и инициирует взрыв, который отбрасывает Леви и разрывает самого Зика на части. |    |                                                                                      |                              |                                       |
| 75 | 16 | Небо и земля «Тэнти» (天地)                                                          | 115-117                      | 29 марта 2021 года                    |
| Флок, Ханджи и несколько йегеристов отправляются в Лес гигантских деревьев, где слышат взрыв, вызванный Зиком. Когда Зик уже должен был погибнуть от полученных ран, к нему подполз титан и вспорол себе живот, поместив его тело внутрь. Между тем Елена собирает элдийских военных и Дота Пиксиса для обсуждения ситуации в Сигансине. Эрен навещает Габи в тюрьме. Он хочет, чтобы она отправила сигнал бедствия Марли в обмен на спасение Фалько. Внезапно один из сопровождающих его солдат убивает другого. Этим солдатом оказывается Пик, которая утверждает, что намерена помочь ему уничтожить Марли. В качестве доказательства своих слов она предлагает показать Эрену местонахождение своих товарищей-шпионов на острове Парадиз. |    |                                                                                      |                              |                                       |
| 76 | 17 | Приговор «Дандзай» (断罪)                                                            | 115, 117-118                 | 10 января 2022 года                   |
| Марлийское вторжение в Сигансину начинается полномасштабно. Порко, Пик и Габи спасаются от столкновения с Эреном на крыше и встречаются с генералом Тео Магатом, который привёл с собой флот воздушных кораблей и армию солдат. Они оснащают Транспортного титана Пик мобильной артиллерийской платформой, чтобы уничтожить Титана-прародителя Эрена. Поскольку он ещё не использовал свою силу, они подозревают, что он может сделать это, только объединившись с Зиком. Эрен вместе с йегеристами сражается против марлийцев, но постепенно теряется между противоборствующими титанами и постоянными обстрелами. Онянкопон опасается, что в конечном итоге будет съеден. Он прибегает, чтобы освободить друзей Эрена, которые были заключены в тюрьму в их собственном военном штабе, тем не менее его встречают скептически. Разведчики хотели бы остановить вторжение, но помощь Эрену также означает поддержку его плана, который они не одобряют. Армин предполагает, что Эрен только делает вид, что сотрудничает с Еленой, чтобы держать её в узде, но его слова встречают молчание. |    |                                                                                      |                              |                                       |
| 77 | 18 | Неожиданный удар «Дамаси Ути» (騙し討ち)                                             | 117-119                      | 17 января 2022 года                   |
| Благодаря появлению Зика, начавшего отбиваться от титанов, а также атаковать марлийские дирижабли, Эрену удаётся отдышаться. Заключённых в тюрьму солдат, которые отказались сотрудничать с йегеристами, освобождают, чтобы они могли помочь защитить остров Парадиз. Солдаты, не пившие вина, смешанного со спинномозговой жидкостью Зика, получают УПМ, а остальные организуются в пешие отряды под командованием Дота Пиксиса. Однако подкрепление Эрена оказывается мощным, и попытка Пик и Тео Магата ударить по Зику из артиллерии проваливается: у них получается лишь сбить его Звероподобного титана со стены Мария. Фалько покидает штаб вместе с бывшими заключёнными солдатами и замечает своего брата Кольта. Нил Док воссоединяет Грайсов под предлогом передержки Фалько в доме, и братья уходят вместе с ним и Габи, которая наконец понимает, что на острове нет дьяволов, а есть только люди. Она извиняется перед Фалько за то, что вовлекла его во всю эту историю, что побуждает его признаться в своих чувствах к ней, поскольку он боится, что скоро может превратиться в титана. Услышав, что Фалько выпил спинномозговую жидкость, Кольт приводит детей к Зику, надеясь, что он не будет издавать призывный крик, если среди пострадавших окажется Фалько. |    |                                                                                      |                              |                                       |
| 78 | 19 | Братья «Ани то Ото:то» (兄と弟)                                                      | 119-120                      | 24 января 2022 года                   |
| Кольт умоляет Зика не издавать крик Звероподобного, чтобы Фалько не превратился в титана. Зик проникается словами Кольта и сравнивает заботу того о Фалько с его собственной заботой об Эрене. Однако Зик не намерен отступать: издавая крик, он обращает не только Фалько, но и каждого солдата в районе Сигансина, выпившего его спинномозговую жидкость. Титаны начинают атаковать вторгшихся марлийских военных, и Зик приказывает только преобразованному Фалько атаковать Райнера и освободить Эрена. Магат и его артиллерийский расчёт наносит Зику ранение в затылок, но тот выживает, притворившись мёртвым и позволив своему Звероподобному титану раствориться. Поняв его план, Эрен хватает Райнера и с помощью своей способности отвердевания обездвиживает его, после чего покидает своего титана. Он бежит своим ходом, чтобы коснуться Зика, но Габи сносит ему голову, выстрелив в шею из крупнокалиберной антититановой винтовки. Эрен приходит в себя на Пути и видит Зика, прикованного к нему. Старший Йегер объясняет, что именно здесь королевская семья должна была отдать приказ своему предку — Имир. Внезапно Эрен отрекается от плана «гуманной гибели» Элдии. Тогда Зик клянётся использовать силу Имир, чтобы заставить Эрена перенять его взгляды. |    |                                                                                      |                              |                                       |
| 79 | 20 | Воспоминания о будущем «Мирай но Киоку» (未来の記憶)                                 | 120-121                      | 31 января 2022 года                   |
| Зик и Эрен путешествуют по воспоминаниям их отца Гриши Йегера. Зик пытается убедить Эрена, что Гриша относился к нему только как к инструменту, однако, неожиданно для самого себя, обнаруживает, что отец давал Эрену ту свободу, которой у Зика не было в детстве. Решимость и готовность бороться за свою свободу — это то, что всегда вело Эрена. Когда Гриша замечает их присутствие в своих воспоминаниях, Зик удивляется, что отец не забыл о нём. В день, когда пала стена Мария, братья видят, как Гриша спорит с Фридой Рейсс в подземной часовне. Из-за клятвы не прибегать к войне она отказывается спасать людей за стеной Мария и настаивает на том, чтобы элдийцы искупили преступления своих предков, смирившись с ненавистью мира к ним. Гриша объясняет, что его привели сюда будущие воспоминания, которые он получил от Атакующего титана. Он собирается убить Фриду, чтобы получить Титана-прародителя, и положить конец королевской родословной, но колеблется, потому что не хочет убивать детей. Тогда Эрен вмешивается в события и, используя тот факт, что Гриша может слышать его через воспоминания о будущем, убеждает продолжить атаку. После расправы Гриша извиняется перед Зиком, говорит, что он был ужасным отцом, а также просит его остановить Эрена. |    |                                                                                      |                              |                                       |
| 80 | 21 | От тебя, жившей две тысячи лет назад «Нисэн-нэн Маэ но Кими кара» (二千年前の君から) | 121-124                      | 7 февраля 2022 года                   |
| Зик вытесняется из воспоминаний Гриши, после того как узнаёт, что Эрен манипулировал отцом, чтобы тот забрал Титана-прародителя у короля стен. Однако Зик понимает, что способность Эрена видеть будущее имеет ограничения, поэтому он приказывает Имир Фриц лишить всех элдийцев способности к деторождению. Эрен ломает цепи, сковавшие его, и догоняет Имир, при этом он узнаёт её прошлое. В детстве Имир была порабощена, и во время охоты она вступила в контакт с таинственным существом, которое превратило её в огромного титана. Вождь племени, поработившего Имир, использовал её и её новую силу, чтобы увеличить благосостояние своего народа и напасть на Марли. В их союзе родились три дочери, однако вскоре Имир погибла, спасая короля от покушения. После смерти Имир её дочерям было приказано съесть её плоть, чтобы наследовать её силы. Эрен осознаёт боль прародительницы Элдии и говорит Имир, что теперь ей не нужно быть рабыней и у неё есть выбор. В качестве ответа во внешнем мире рушатся стены: начинается Дрожь Земли... |    |                                                                                      |                              |                                       |
| 81 | 22 | Оттаивание «Хё:кай» (氷解)                                                           | 124                          | 14 февраля 2022 года                  |
| Титаны, созданные Зиком, вышли из-под контроля в Сигансине, а тем временем Эрен и титаны из стены маршируют, подминая под собой весь остальной мир. Пока Армин, Микаса и Жан объединяют оборону округа, Конни сбегает с бессознательным Фалько, которого планирует скормить своей матери, чтобы она снова стала человеком. На улицах, заполненных титанами, Габи спасает Кайю от титана, и напряжённость между ними постепенно сходит на нет. По мере того как боевые действия утихают, семья Браус приводит Габи на встречу с Армином и Микасой. Она объясняет, что хочет найти Фалько, а затем просто уйти, но с ужасом узнаёт о планах Конни. Габи умоляет Армина уговорить Эрена, чтобы всем за пределами острова не пришлось умирать, прося, чтобы он поразил лишь определённые цели, например, как тогда, когда снял «окаменение» с Бронированного титана. Услышав это, Армин понимает, что вся кристаллизация титанов была снята, а это значит, что Энни Леонхарт теперь свободна. |    |                                                                                      |                              |                                       |
| 82 | 23 | Закат «Ю:якэ» (夕焼け)                                                               | 125                          | 21 февраля 2022 года                  |
| Хитч случайно сталкивается с Энни и помогает ей выбраться из руин Троста после обрушения стен и марша титанов. Энни изливает Дрейс душу, объясняя, почему она зашла так далеко и что единственное, чего она хочет сейчас, — это воссоединиться со своим отцом. У Леонхарта, однако, свои проблемы: он и другие элдийцы в зоне интернирования Либерио безуспешно пытаются убедить стражу в неизбежности Дрожи Земли. Тем временем Армин и Габи преследуют Конни, надеясь успеть до того, как он принесёт Фалько в жертву. Флок укрепляет своё влияние над оставшимися солдатами вооружённых сил острова Парадиз. Он утверждает, что десять месяцев назад Эрен поделился с ним истинными планами. За пределами района Сигансина Ханджи встречает Пик и Магата и предлагает им поговорить. |    |                                                                                      |                              |                                       |
| 83 | 24 | Гордость «Кё:дзи» (矜持)                                                             | 126                          | 28 февраля 2022 года                  |
| Ханджи и Леви заключают соглашение о сотрудничестве с Магатом и Пик. Тем временем Армин пытается спасти Фалько из рук Конни, собирающегося скормить ребёнка титану его матери, чтобы восстановить её человечность. Поняв, что Армин готов пожертвовать собой вместо Фалько, Конни бросает его, чтобы спасти Армина. В конце концов Конни примиряется с Армином и решает помочь ему спасти остальных, а кроме того стать солдатом, которым его мать могла бы гордиться. Вернувшись в Сигансину, Флок начинает процесс казни Елены и Онянкопона и зачитывает их преступления против Элдийской империи. Онянкопон обращается к Жану, моля о пощаде, на что Жан достаёт пистолет и делает четыре выстрела в землю. Это оказывается сигналом: Транспортный титан врывается на место казни и, схватив Жана и пленников ртом, убегает. Пока йегеристы отвлекаются на Транспортного титана, Армин и его группа убегают с другой стороны форта, прихватив с собой тележки с боеприпасами. |    |                                                                                      |                              |                                       |
| 84 | 25 | Ночь конца «Сю:мацу но Ёру» (終末の夜)                                               | 127                          | 7 марта 2022 года                     |
| Часть разведкорпуса, возглавляемая Ханджи, делит беспокойный костёр с Тео Магатом и оставшимися воинами. Обе стороны относятся друг к другу с подозрением, подпитываемым их историей и скептицизмом Энни в отношении того, что друзья Эрена смогут убить его в случае неудачи переговоров. Елена пытается раздуть пламя этого спора, но безуспешно, пока не упоминает о смерти Марко Ботта. Райнер берёт на себя ответственность за его гибель, но делает слишком большой акцент на своих чувствах перед Жаном, который не хочет слышать, как тяжело Райнер переживает из-за содеянного. Он начинает избивать Райнера, но случайно ударяет Габи, когда она пытается защитить своего кузена. Габи понимает, что у Жана есть веские причины ненавидеть воинов Марли, но умоляет его помочь спасти её семью в Либерио. Хотя Жану нужно время, чтобы остыть, он соглашается. Объединённая группа направляется к порту, где они собираются угнать воздушное судно, на котором можно было бы преследовать Эрена. |    |                                                                                      |                              |                                       |
| 85 | 26 | Предатель «Урагири Моно» (裏切り者)                                                  | 128                          | 14 марта 2022 года                    |
| Объединённые силы разведчиков Ханджи и воинов Тео Магата планируют сбежать с острова Парадиз на воздушном судне, которое находится в оккупированном йегеристами порту. Для этого им нужно предотвратить уничтожение самолёта йегеристами и спасти семью Адзумабито, которые единственные способны обслуживать летательный аппарат. Армин и Конни пытаются договориться, делая вид, что судно им нужно, чтобы преследовать Транспортного и Бронированного титанов, но когда Флок указывает на то, что безопаснее избавиться от заложников, объединённая группа вынуждена вступить в бой. Микаса и другие направляют Адзумабито в подвал, где их можно защитить, пока Энни и Райнер используют своих титанов для борьбы с йегеристами. В доке Конни вынужден убить Даза и Сэмюэля Линке-Джексона, чтобы спасти жизнь Армина и предотвратить подрыв судна. |    |                                                                                      |                              |                                       |
| 86 | 27 | Ностальгия «Кайко» (懐古)                                                            | 129-130                      | 21 марта 2022 года                    |
| Узнав, что механикам Адзумабито потребуется как минимум полдня, чтобы подготовить воздушное судно к взлёту, Магат соглашается с предложением Киёми сбежать из порта на корабле Адзумабито и отбуксировать судно с собой в Одиху, где у её семьи есть самолётный ангар. Хотя Либерио будет потерян из-за задержки, Одиха находится на таком расстоянии, чтобы успеть прибыть до начала Дрожи Земли. Объединённым силам Ханджи и Магата удаётся отбиваться от йегеристов достаточно долго, чтобы все могли сесть на корабль. Однако группа ненадолго задерживается из-за вышедшего из-под контроля впервые трансформировавшегося в Зубастого титана Фалько. Увидев всех на борту, Магат приказывает Онянкопону отплывать, а сам остаётся. Вместе с Китом Шадисом Магат садится на захваченный марлийский крейсер, способный догнать корабль Адзумабито. Он и Шадис обмениваются словами взаимного уважения, а после взрывают оружейный склад и топят крейсер. |    |                                                                                      |                              |                                       |
| 87 | 28 | Рассвет человечества «Дзинруй но Ёакэ» (人類の夜明け)                                | 123, 130                     | 4 апреля 2022 года                    |
| Микаса вспоминает прибытие разведкорпуса в Марли. Тогда они получили как положительные эмоции, например, когда узнали о существовании мороженного или пообщались с беженцами из Марли, так и отрицательные, когда поняли, что «Ассоциация защиты народа Имир» на самом деле никак не поддерживала их, хотя разведчики сильно на них рассчитывали. Именно тогда Эрен покинул разведкорпус и начал действовать самостоятельно, оповестив, что будет следовать плану Зика. Микаса по-прежнему задаётся вопросом, могли ли они повлиять на ход событий, чтобы всё пошло по-другому. Тем временем Эрен вспоминает события, которые привели его к решению о Дрожи Земли: о знакомстве с Еленой; о том, как узнал про план «гуманной гибели Элдии» Зика; о том, как признался Флоку, что только притворился, что согласен с планом Зика, когда на самом деле собирался использовать Дрожь Земли, чтобы стереть с лица земли весь остальной мир; и о том, как пытался и не смог убедить Хисторию сражаться или сбежать, пока военная полиция не превратила её в титана, чтобы съесть Зика. Флот кораблей пытается остановить армию титанов из стены, возглавляемую Эреном, но терпит неудачу и титаны в конце концов прибывают к берегам Марли. |    |                                                                                      |                              |                                       |
| Спец эпизод 1 | 1  | Финальные главы: Спецэпизод 1 «Канкэцу-хэн (Дзэмпэн)» (完結編（前編）)               | 1, 131-134                   | 4 марта 2023 года                     |
| - |    |                                                                                      |                              |                                       |
| 88 | 29 | Гул Земли «Дзинараси» (地鳴らし)                                                     | 1, 131                       | 5 ноября 2023 года                    |
| Марш Эрена Йегера и Стенных Титанов достигает марлийского города Либерио, убивая большую часть его жителей. Эрен знал с момента своего первого прибытия в Марли, что однажды он сравняет этот город с землей, и чувствует себя пойманным в ловушку будущего, которое он не может изменить, потому что вести себя по-другому не в его характере. Тем не менее, какая-то часть его удовлетворена разрушением, и он обращается через Пути к Армину Арлерту, чтобы спросить, согласен ли он. Не ответив, Армин приходит в себя и оказывается на палубе корабля, несущего остатки Разведкорпуса и Воинов в Одиху, где они надеются подготовить летающую лодку. Энни Леонхарт благодарит его за доброту, которую он проявил, навестив ее, пока она была внутри своего кристалла. Настроение у них обоих эмоционально неловкое, и Энни понимает, что это не те чувства, которые следует испытывать накануне геноцида. Она соглашается называть Армина «хорошим человеком» как за то, что утешает ее, так и за попытку спасти Эрена, несмотря на все, что он сделал, но Армин напоминает ей, что ему не нравится, когда его так называют, потому что он также убил много людей. |    |                                                                                      |                              |                                       |
| 89 | 30 | Крылья свободы «Дзию но Цубаса» (自由の翼)                                           | 132                          | 5 ноября 2023 года                    |
| Разведчики и воины прибывают в Одиху, чтобы подготовить летающую лодку к полету. Энни Леонхарт отказывается продолжать работу с группой, полагая, что ее отец, должно быть, мертв и у нее больше нет причин сражаться. Однако Райнер Браун и Пик Фингер соглашаются продолжить путь с разведчиками в Форт Сальта, который, как полагают, станет следующим пунктом назначения Эрена Йегера. Когда они начинают заправляться, Флок Форстер, шатаясь, забегает в заднюю часть ангара и стреляет в летающую лодку, повредив топливный бак, прежде чем его убивает Микаса Акерманн. Это задерживает их запланированный взлет, и вдалеке появляется линия Титанов из Стен. Ханджи Зоэ передает командование Армину Арлерту и остается, чтобы выиграть время для группы, чтобы уйти, прежде чем в конечном итоге погибнет от жара тел Титанов. |    |                                                                                      |                              |                                       |
| 90 | 31 | В бездне отчаяния «Дзэцубо но Фути-ни» (絶望の淵に)                                  | 133-134                      | 5 ноября 2023 года                    |
| Оставшиеся разведчики и воины летают на летающей лодке в надежде догнать Эрена Йегера в форте Сальта. Армин Арлерт вместе со своими товарищами начинает разрабатывать план нападения. Он хочет исчерпать все возможности разговора, прежде чем использовать взрывную силу своего Колоссального Титана, чтобы уничтожить Титана-Основателя Эрена. И Разведчики, и Воины чувствуют, что какая-то часть Эрена может сожалеть о своих действиях или желает, чтобы они добились успеха, поскольку он не забрал у них Силу Титанов. Однако, когда Эрен втягивает их в Пути, он ясно дает понять, что его не отговорить. Внизу к форту Сальта приближается поезд беженцев, перевозящий элдийских беженцев из Либерио. Среди них семьи выживших Воинов. Они надеются увести один из дирижаблей в безопасное место, но, приближаясь, видят, что дирижабли взлетают. Командир Мюллер призывает начать бомбардировку, когда видит, что Титан-Основатель начинает светиться, но дирижабли все еще находятся слишком высоко, когда сбрасывают свою полезную нагрузку. Форма Звероподобного Титана появляется из позвоночника Титана-Основателя и швыряет шквал обломков, уничтожающих дирижабли. |    |                                                                                      |                              |                                       |
| Спец эпизод 2 | 2  | Финальные главы: Спецэпизод 2 «Канкэцу-хэн (Ко:хэн)» (完結編 (後編))                 | 134-139                      | 5 ноября 2023 года                    |
| - |    |                                                                                      |                              |                                       |
| 91 | 32 | Битва неба и земли «Тэн-То-Дзи Но Такай» (天と地の戦い)                              | 134-136                      | 5 ноября 2023 года                    |
| Разведчики и Воины начинают свою битву на спине Титана-Основателя Эрена Йегера, но Армин Арлерт попадает в плен к члену предыдущего поколения Девяти Титанов, находящихся под контролем Основателя. Пока его друзья пытаются придумать план его спасения, Пик Фингер пытается обезглавить Титана Эрена с помощью взрывчатки, но ее Титан-Перевозчика пронзает и поднимает знакомый Титан-Молотобоец. Фалько Грайс прибывает на новой крылатой версии своего Титана-Челюсти, который уносит большую часть команды от опасности и воссоединяет их с Энни Леонхарт и Габи Браун. Леви Акерманн делит группу на две команды, чтобы спасти Армина и атаковать затылок. Вид летающего Титана Фалько вдохновляет марлианских военных в форте Сальта продолжать сражаться, но вскоре их отвлекает прибытие элдийских беженцев из Либерио. |    |                                                                                      |                              |                                       |
| 92 | 33 | Посвятим наши сердца «Синдзо: о Сасагэё» (心臓を捧げよ)                              | 134, 136-137                 | 19 ноября 2023 года                   |
| Жан Кирштейн и Райнер Браун направляются к затылку Титана-Основателя, присоединяясь к Пик Фингер в попытке оторвать голову Титана с помощью взрывчатки, которую она ранее заложила. На другом конце Титана-Основателя Микаса Акерманн, Конни Спрингер и Энни Леонхарт пытаются преследовать Титана, захватившего Армина Арлерта, но их останавливает оболочка Колоссального Титана Бертольдта Гувера. Тем временем Армин обнаруживает себя на Путях, где находит Зика Йегера, который объясняет, что Эрен понял то, от чего Имир не мог отказаться, и именно поэтому она встала на его сторону. Зик не верит, что побег возможен и его стоит добиваться, учитывая, что в конце концов все погибнут, но Армин убеждает его, что даже самые незначительные вещи в жизни все еще могут иметь смысл. Зик вспоминает время, которое он провел, играя в мяч с Томом Ксавером, и, понимая, что он до сих пор дорожит этими воспоминаниями, помогает преодолеть разрыв с предыдущими наследниками Титанов, позволяя их версиям Девяти Титанов вырваться из-под контроля Основателя и помочь друзьям. |    |                                                                                      |                              |                                       |
| 93 | 34 | Длинный сон «Нагай Юмэ» (長い夢)                                                     | 134, 137-139                 | 19 ноября 2023 года                   |
| Леви Акерманн обезглавливает Зика Йегера, разрывая связь Эрена с Титанами из Стен и останавливая Гул Земли. Вскоре после этого Жан Кирштейн добирается до детонатора и взрывает взрывчатку на шее Титана-Основателя, обезглавливая его. Однако светящееся многоногое существо выходит из его шеи и пытается снова соединить голову. Армин Арлерт пытается использовать взрывную силу трансформации Колоссального Титана, чтобы остановить его, но терпит неудачу. Существо выпускает туман, который заставляет всех ближайших элдийцев, включая разведчиков, у которых нет ни сил Титана, ни наследия Аккерманов, трансформироваться в Титанов. Эрен также пережил взрыв и пытается сразиться с Колоссальным Титаном Армина в новой двуногой версии своего Титана-Основателя. Леви пытается заставить Микасу сдержаться, поскольку теперь они единственные, у кого есть четкий шанс остановить Эрена. Микаса видит реальность, в которой они с Эреном сбежали вместе, но когда он просит ее забыть о нем после его смерти, она понимает, что не может. Решительно завязав шарф на шее, она просит Фалько Грайса и Леви расчистить ей путь к рту Титана Эрена, где она находит его голову внутри. Она мягко улыбается, отрубая ему голову. |    |                                                                                      |                              |                                       |
| 94 | 35 | К дереву на том холме «Ано-Ока Но Ки-Ни-Мукаттэ» (あの丘の木に向かって)              | 139                          | 19 ноября 2023 года                   |
| Армин Арлерт вспоминает разговор, который у него состоялся с Эреном Йегером на Тропах во время поездки на лодке в Одиху. Во время этого Эрен признается в своих противоречивых чувствах по поводу своих действий и неспособности вырваться на свободу из-за будущего, которое он видел. Армин пытается убедить Эрена найти другой путь, но Эрен непоколебим в своей вере, что это будущее наступает благодаря тому, какой он человек. Учитывая это, Армин затем говорит, что он также несет ответственность за то, что был тем, кто поощрял мечты Эрена о внешнем мире. Эрен тронут тем, что их дружба не разрушена, но сообщает Армину, что сотрет это воспоминание, пока все не закончится. После смерти Эрена Микаса Акерманн уходит с его останками, чтобы обеспечить захоронение, которое остальной мир, скорее всего, будет отрицать. Сила Титанов покинула мир, и Армин, а также выжившие Разведчики и Воины стали героями. Остров Парадиз милитаризируется, опасаясь репрессий из-за границы, но Армин и его товарищи, тем не менее, отправляются туда как послы мира, уверенные, что жители острова захотят узнать их историю. |    |                                                                                      |                              |                                       |

## OVA

### OVA (2013-2014)
| № | № | Название | Экранизированные главы манги                | Дата выхода в Японии |
| --- | - | --- | ------------------------------------------- | -------------------- |
| 3.5 | 1 | Записная книжка Ильзы: Заметки члена разведкорпуса «Ирудзэ но Тэтё: — Ару Тё:са Хэйданъин но Сюки —» (イルゼの手帳 ―ある調査兵団員の手記―)    | Спецвыпуск «Записная книжка Ильзы» + филлер | 9 декабря 2013 года  |
| Во время 49-й внешней разведывательной миссии командир отделения Ханджи Зоэ и капитан Леви Аккерман сталкиваются с титаном-девиантом, который приводит их к месту смерти Ильзы Лангнар. Записная книжка Ильзы раскрывает, что год назад она столкнулась с этим же титаном, который говорил с ней, но впоследствии убил её, когда она попыталась расспросить его. Это открытие убеждает командира Эрвина Смита возобновить попытки захвата титанов. |   | |                                             |                      |
| 3.25 | 2 | Внезапный посетитель: Мучительное проклятие юности «Тоцудзэн но Райхо:ся — Сайнамарэру Сэйсюн но Норой —» (突然の来訪者 ―苛まれる青春の呪い―) | Нет (филлер)                                | 9 апреля 2014 года   |
| Между Жаном Кирштайном и Сашей Браус вспыхивает спор после учений кадетского корпуса в Тросте. Пьяный командир Дот Пиксис решает, что кулачный бой вполне может заменить кулинарный поединок. Вскоре мать Жана приносит ему омлет, но смущённый юноша прогоняет её. Позднее, однако, именно мамин омлет Жан использует для приготовлении своего блюда и побеждает Сашу. Кирштайн и Браус мирятся, и Жан решает навестить свою мать.                |   | |                                             |                      |
| 3.75 | 3 | Бедствие «Коннан» (困難) | Нет (филлер)                                | 8 августа 2014 года  |
| Во время учений 104-го кадетского корпуса в дикой местности, в которых Жан и Эрен снова вступают в сопернический поединок, банда воров крадёт снаряжение УПМ и берёт Кристу в заложники. Кадеты откладывают в сторону свои разногласия, чтобы спасти Кристу и снаряжение, и вместе одолевают воров. Когда позже Армин сообщает о ситуации коменданту, он задаётся вопросом, а не было ли нападение частью тренировки.                              |   | |                                             |                      |

### OVA «Выбор без сожалений» (2014-2015)
| № | № | Название                                                                        | Экранизированные главы манги                                     | Дата выхода в Японии |
| --- | - | ------------------------------------------------------------------------------- | ---------------------------------------------------------------- | -------------------- |
| 0.5A | 1 | Выбор без сожалений: Часть 1 «Куи Наки Сэнтаку (Дзэмпэн)» (悔いなき選択 (前編)) | Спин-офф «Атака на титанов: Выбор без сожалений» (1, 5) + филлер | 9 декабря 2014 года  |
| В подземном городе друзья Леви Аккерман и Фурлан Чёрч позволяют девушке по имени Изабель Магнолия присоединиться к их преступной шайке и обучают её использованию УПМ. Вскоре троице предлагают анонимную работу с вознаграждением в виде крупной суммы денег и гражданства на поверхности. Однако по исполнении этой работы их ловит разведкорпус во главе с командиром Эрвином Смитом. Не умаляя таланты молодых людей, Эрвин предлагает сделку: он забывает об их преступлениях, если ребята присоединятся к разведчикам. Без какого-либо энтузиазма, но Леви принимает предложение. |   |                                                                                 |                                                                  |                      |
| 0.5B | 2 | Выбор без сожалений: Часть 2 «Куи Наки Сэнтаку (Ко:хэн)» (悔いなき選択 (後編))  | Спин-офф «Атака на титанов: Выбор без сожалений» (2-8) + филлер  | 9 апреля 2015 года   |
| Леви, Фурлан и Изабель служат в разведкорпусе, а тем временем их бывшие соратники-головорезы планируют убить Эрвина и выкрасть некие документы во время разведывательной миссии, поскольку это и была та самая работа, которую друзья обязались выполнить. Во время 23-й внешней разведывательной миссии Фурлан и Изабель погибают от рук титана-девианта. Леви убивает титана, а Эрвин говорит, что всё это время знал об истинных намерениях троицы, и призывает Леви не сожалеть о своих решениях. Леви решает остаться в разведкорпусе и с того дня следовать приказам Эрвина.      |   |                                                                                 |                                                                  |                      |

### OVA «Потерянные девушки» (2017-2018)
| № | № | Название                                                                               | Экранизированные главы манги        | Дата выхода в Японии |
| --- | - | -------------------------------------------------------------------------------------- | ----------------------------------- | -------------------- |
| 16.5А | 1 | Стена Сина, прощай: Часть 1 «Wall Sina, Goodbye (Дзэмпэн)» (Wall Sina, Goodbye (前編)) | Спин-офф «Потерянные девушки» (1-2) | 8 декабря 2017 года  |
| За день до 57-й внешней разведывательной миссии Хитч Дрейс даёт Энни Леонхарт задание найти пропавшую без вести Карли Стратман, дочь богатого торговца в округе Стохес. Она посещает семейный особняк Стратманов, чтобы расспросить отца Карли, Эллиота Г. Стратманна, об обстоятельствах, которые могут быть связаны с её исчезновением. Выведав нечто полезное, Энни решает исследовать семейные записи Стратманов для получения дополнительной информации и обнаруживает связь между Карли и таверной в районе Стохес «Пит Лидорс». В таверне от шумных посетителей Энни узнаёт, что Карли часто посещала таверну и хорошо со всеми общалась. Однако все отмечают, что девушка как-то странно злилась, когда посетители принимали кодероин, несмотря на то, что к употреблению ими же других наркотиков она была равнодушна. Бармен направляет Энни в район, где живёт Кемпер Больц, любовник Карли, говоря, что он, вероятно, больше знает о её деятельности. После обыска дома Кемпера Энни находит кодероин и труп мужчины под кроватью Больца. Не завершив свои поиски, Леонхарт замечает, что к двери подходит раздражённый сосед. |   |                                                                                        |                                     |                      |
| 16.5B | 2 | Стена Сина, прощай: Часть 2 «Wall Sina, Goodbye (Ко:хэн)» (Wall Sina, Goodbye (後編))  | Спин-офф «Потерянные девушки» (3-5) | 9 апреля 2018 года   |
| Найдя тело Кемпера, Энни решает скрыть его убийство и сперва найти Карли, чтобы инцидент не сорвал её миссию. Подъезжающую на карете к дому Эллиота Г. Стратмана Энни похищают два частных сыщика, Уолд и Лу, которых Эллиот нанял, чтобы найти Карли, однако напарники оказались мошенниками и теперь пытаются шантажировать его. Бандиты сообщают Энни, что собираются убить её и избавиться от тела в промышленной зоне Стохеса, однако по пути девушка вырывается на свободу, создав руку Женской особи и уничтожив карету. Энни расспрашивает раненого Уолда о местонахождении Карли, но Лу стреляет в обоих и сбегает с места событий. Умирающий Уолд успевает сообщить Энни о местонахождении Карли. Энни прибывает по указанному адресу и освобождает жертву. Карли оказывается производителем кодероина, её отец — лидером среди его торговцев, а Кемпер — дилером. Она решила остановить производство и сбежать вместе с Кемпером, но он предал её и похитил с целью получения выкупа при участии Уолда и Лу. Энни помогает Карли пройти за стену Роза по поддельным документам, а позже встречается с Эллиотом, которому рассказывает о побеге Карли, а также о том, что знает про торговлю кодероином, и о том, кто именно убил Кемпера. Энни и Эллиот избавляются от тела Кемпера в зоне промышленных отходов. Леонхарт возвращается в казармы военной полиции. Она подаёт ложный отчёт по делу и решает завершить свою текущую миссию. |   |                                                                                        |                                     |                      |
| ??? | 3 | Потерянная в жестоком мире «Коннан» (困難)                                             | Спин-офф «Потерянные девушки» (6-9) | 9 августа 2018 года  |
| Перед операцией по возвращению стены Мария Микаса обеспокоена состоянием Эрена и вспоминает день, когда она, Эрен и Армин думали о том, можно ли вернуться во времена их детства. Микаса задаётся вопросом, что будет делать Эрен после повторного захвата стены Мария. С ужасом Микаса вспоминает и момент, когда во время сражений за Трост Армин сообщил ей о «смерти» Эрена. В шоке Микаса попадает в другую реальность, где живы её родители. Доктор Йегер приводит Эрена с собой во время медицинского визита к Аккерманам в их лесной домик. Дети быстро становятся друзьями. Эрен делится с Микасой, что покинет стены на воздушном шаре и будет исследовать внешний мир, а ей говорит о месте, где они должны будут встретиться. Позднее, прибыв туда, Микаса находит лишь Армина, который со слезами на глазах сообщает ей, что Эрен погиб, спасая его. |   |                                                                                        |                                     |                      |

### Комментарии
1. ↑  Показ серии в этот день начался, но был прерван из-за выпуска в эфир экстренных новостей, посвящённых землетрясению в Вакаяме[11].